# Tayikistán
Tayikistán, oficialmente la República de Tayikistán (en tayiko: Ҷумҳурии Тоҷикистон, romanizado: Jumhurii Tojikiston; en ruso: Республика Таджикистан, romanizado: Respúblika Tadžikistán), [1] es un país soberano sin litoral ubicado en Asia Central. Cuenta con una población estimada de 10 millones  de habitantes y una superficie de 144 100 km². Limita con Afganistán al sur, Uzbekistán al oeste, Kirguistán al norte, y la República Popular China al este. Pakistán se encuentra al sur, separados por el corredor de Waján. La patria tradicional del pueblo tayiko se extiende por la actual Tayikistán, Afganistán y Uzbekistán. Su capital es Dusambé.
El territorio que actualmente constituye Tayikistán estuvo poblado en el pasado por varias culturas prehistóricas, como la ciudad de Sarazm del Neolítico y la Edad del Bronce. Más tarde se organizó en reinos gobernados por personas de diferentes religiones y culturas, como la civilización Oxus, la cultura de Andrónovo, el budismo, el cristianismo nestoriano, el zoroastrismo y el maniqueísmo. La zona ha sido gobernada por numerosos imperios y dinastías: el Imperio aqueménida, el Imperio sasánida, los heftalitas, los samánidas, el Imperio mongol, dinastía timúrida y el Imperio ruso. Como resultado de la disolución de la Unión Soviética, Tayikistán se convirtió en una nación independiente en 1991. Casi inmediatamente después de la independencia se libró una guerra civil, que duró desde 1992 hasta 1997. Desde el final de la guerra, la estabilidad política y la ayuda externa han permitido que la economía del país crezca.
Tayikistán es una república presidencial dividida en cuatro provincias. La mayor parte de los ocho millones de habitantes de Tayikistán pertenecen a la etnia tayika, que hablan la variedad tayika del persa, aunque muchas personas también hablan aún el ruso, debido a los más de ciento treinta años de presencia rusa. Las montañas cubren más del 90% del país. Tiene una economía de transición que depende altamente de las remesas, el aluminio y la producción de algodón. Cerca del 20% de sus habitantes vive con menos de 1.25 dólares al día.
El 98% de la población es musulmana. Es un Estado secular con una Constitución que establece la libertad de religión. El islam suní de la escuela Hanafí ha sido reconocido oficialmente por el gobierno desde 2009.
Es miembro de la Organización para la Cooperación Islámica, Organización de Cooperación de Shanghai y la Comunidad Económica Eurasiática.

## Etimología

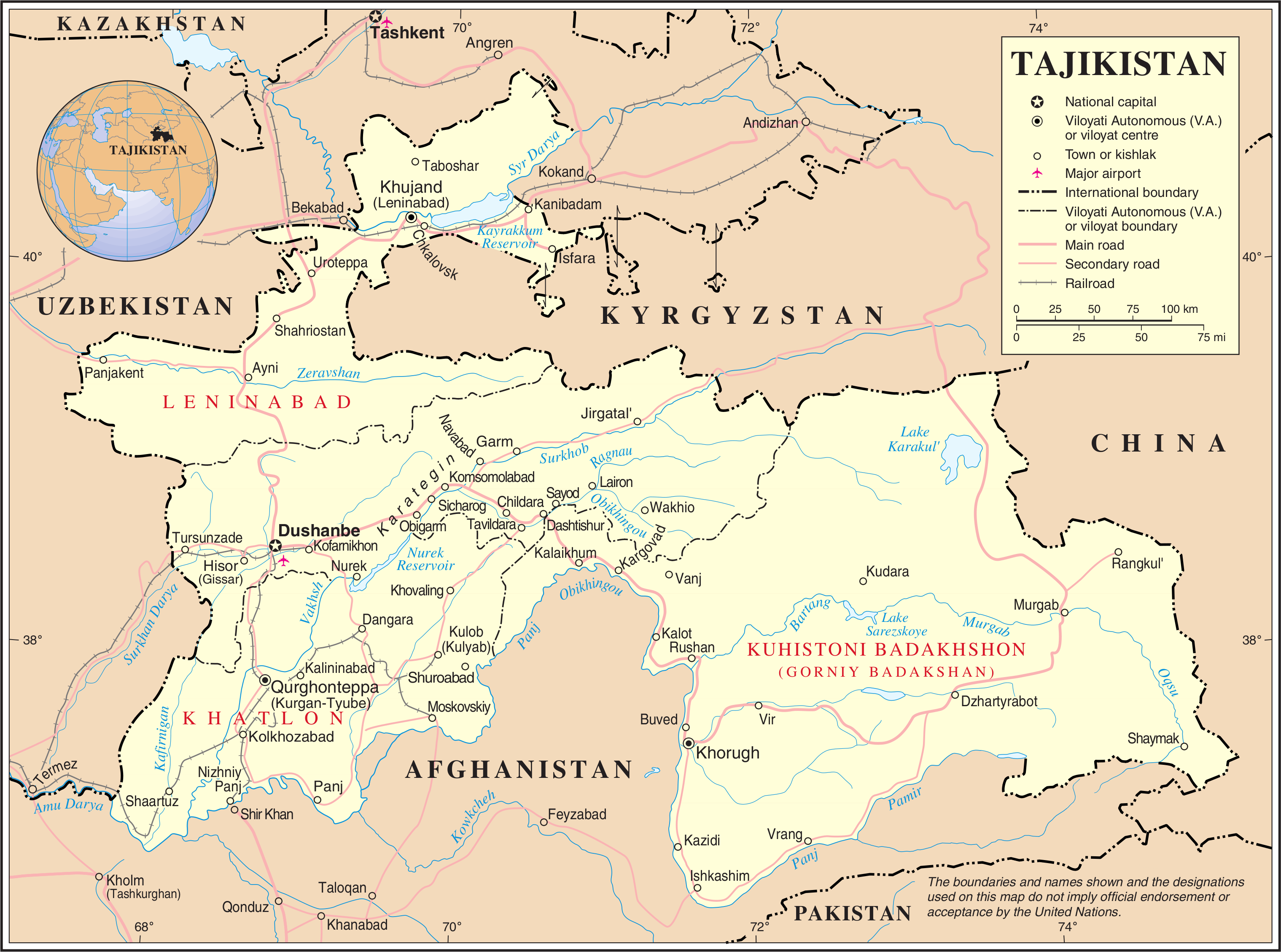
Mapa de Tayikistán (en inglés).

«Tayikistán» significa «país de los tayikos». Según una interpretación popular, el término «tayiko» es una referencia geográfica a la cima (taŷ) de la cordillera del Pamir.

## Historia

### Antigüedad
La mayor parte del territorio del moderno Tayikistán, con lugares tan lejanos como el valle de Zeravshan en Sogdiana, formó los reinos de Kamboja y Parama Kamboja. De ellos se encuentran referencias en el Mahábharata.
En la actualidad, algunos de los pueblos supervivientes de Sogdiana, que hablan un dialecto del idioma sogdiano, son los yaghnobis y los shugnanis, que habitan en el norte del país, alrededor del valle del Zeravshan.
La tierra que ahora pertenece a Tayikistán ha pertenecido a varios imperios a lo largo de la historia. Durante la antigüedad, poblaciones iranias constituyeron los antecedentes de los actuales tayikos. En parte, el país perteneció a la Sogdiana conquistada por Ciro el Grande en el siglo VI a. C. y convertida en satrapía del Imperio aqueménida. En esta época se fundaron las ciudades de Panjakent e Istarawshan.

### Influencia helénica

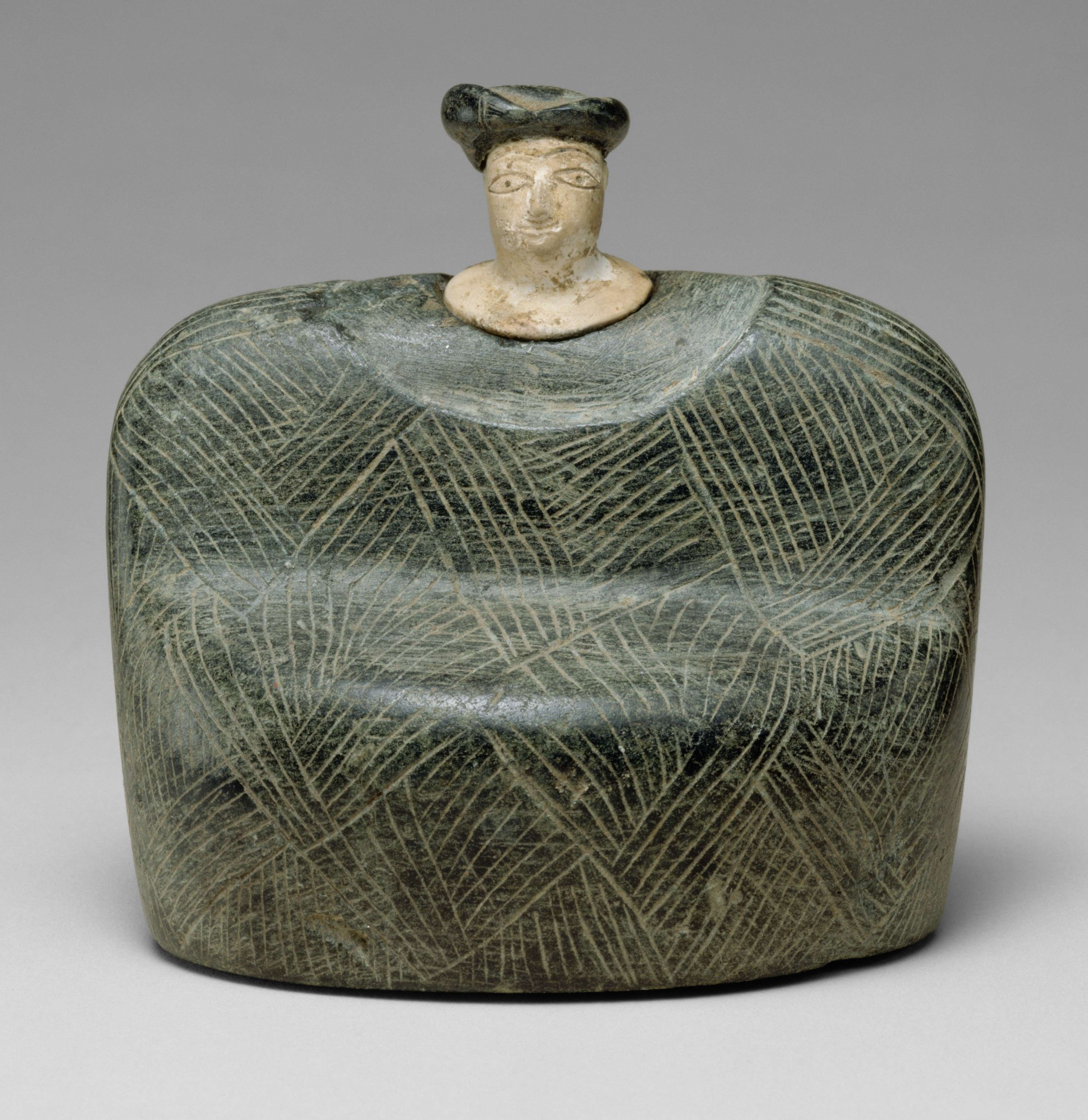
Escultura de Bactria-Margiana.

El dominio aqueménida terminó con la conquista del territorio por Alejandro Magno en el 328 a. C. Y en el 250 a. C. pasó a conformar parte del Reino grecobactriano.
En efecto, uno de los restos más antiguos de asentamientos humanos en Tayikistán es el del complejo arqueológico Bactria-Margiana, que contiene estructuras monumentales en muchos sitios diferentes, incluyendo Delbarjin, el oasis Dashly, Gonur, Kelleli, Sapelli y Djarkután. Los datos del radiocarbono sugieren que el complejo se creó en el último siglo del III milenio a. C. y el primer cuarto del II milenio a. C. Desde finales del siglo IV a. C. hasta principios del siglo II a. C. el territorio perteneció al reino Bactria. El contacto con la dinastía Han se realizó a finales del siglo I a. C., cuando desde la región se enviaron misiones de reconocimiento de las regiones occidentales de China.

### Después de Cristo
Tras la época helénica, con la llegada de los tocarios, la región pasó a manos escitas, conformando el Imperio kushán, la principal potencia en la región. A finales de la época kushan, el imperio se debilitó y tuvo que defenderse del Imperio Sasánida, que había reemplazado al Imperio Parto. En ese periodo se promovió el budismo, que se difundió desde China hacia Asia Central.
Hacia el siglo V los hunos heftalíes crearon una cesura entre los tayikos y los demás pueblos iranios. Los musulmanes árabes llevaron consigo el Islam a Tayikistán en el siglo VII, concretamente en el año 636.

### Los samánidas
El Imperio Samánida fue el primer estado persa independiente que se formó tras la conquista de la región por los árabes. Fue fundado por Ismail ibn Ahmad y tenía por capital la ciudad de Bujará, en el actual Uzbekistán, y se extendía desde Jorasán entre Irán y Afganistán hasta los límites occidentales del valle del Indo. Los tayikos lo consideran como su primera estructura estatal, por lo que su moneda, el somoni, lleva ese nombre. La cultura persa tayika se desarrolló en Bujará y en Samarcanda, de lo que son testimonio las obras de los poetas Rudakí y Ferdousí o las del filósofo Avicena.
En el año 999 cayó ante los embates de las tribus turcas del Asia Central, en particular los Qarajánidas. Durante los siglos siguientes, la región fue conquistada por Gengis Khan hacia el siglo XI, y por Tamerlán. Luego se estabilizó como el Emirato de Bujará, gobernado por una dinastía turco-uzbeka. Las montañas tayikas, en particular la cordillera del Pamir, fueron frecuentemente atravesadas por la Ruta de la Seda; por ellas pasó, por ejemplo, la expedición de Marco Polo. Pese a la dominación turca, la lengua y la cultura persa siguieron dominando en la región, conservando la identidad étnica tayika, como ya eran conocidos los persas en la zona.

### Colonización rusa
En el siglo XIX el Imperio ruso comenzó su expansión y se extendió hacia Asia Central. Durante el Gran Juego, en oposición al avance del Imperio británico, Rusia logró controlar Tayikistán. A mediados del siglo XIX el territorio fue paulatinamente anexionado a Rusia.

Divisiones del Imperio ruso en Asia Central a principios del.

En 1868, cuando las tropas rusas ocuparon Khodjent, la principal ciudad septentrional, puerta del fértil valle de Fergana, el emir se declaró vasallo del zar. La caída de los kanatos de Kokand y de Bujará entre 1873 y 1876 acarreó la colonización de un vasto territorio, que fue declarado protectorado. La conquista culminó en 1895 con la anexión de los principados del Pamir. El valle del río Panj, que en la actualidad marca la frontera con Afganistán, determinó entonces el límite sur de la influencia rusa.
Después de la caída del zarismo en 1917, se desató una verdadera guerra civil en Asia Central que terminó con la derrota y fuga del emir y sus vasallos. En lo que se conoce como la Revuelta de los Basmachi, las guerrillas tayikas se enfrentaron en una guerra contra los ejércitos bolcheviques en un intento fallido de mantener su independencia. Los bolcheviques permanecieron allí después de una guerra de cuatro años, en la que mezquitas y aldeas fueron quemadas y la población fuertemente reprimida.

### Época soviética

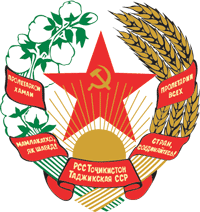
Escudo de la RSS de Tayikistán.

Como consecuencia del conflicto y las políticas agrícolas soviéticas, Asia Central, incluido Tayikistán, sufrió una hambruna que se cobró muchas vidas.
En 1924, la República Socialista Soviética Autónoma de Tayikistán fue creada como parte de Uzbekistán, pero en 1929, la República Socialista Soviética de Tayikistán se convirtió en una república constituyente separada; sin embargo, las ciudades predominantemente tayikas étnicas de Samarcanda y Bujará permanecieron en la República Socialista Soviética de Uzbekistán. Entre 1927 y 1934, se llevó a cabo la colectivización de la agricultura y una rápida expansión de la producción de algodón, especialmente en la región sur. La política de colectivización soviética trajo violencia contra los campesinos y el reasentamiento forzado ocurrió en todo Tayikistán. En consecuencia, algunos campesinos lucharon contra la colectivización y revivieron el movimiento de los basmachí. También se produjo algún desarrollo industrial a pequeña escala durante este tiempo, junto con la expansión de la infraestructura de riego.
Dos rondas de purgas soviéticas dirigidas por Moscú (1927–1934 y 1937–1938) resultaron en la expulsión de casi 10 000 personas de todos los niveles del Partido Comunista de Tayikistán. Se enviaron rusos étnicos para reemplazar a los expulsados y, posteriormente, los rusos dominaron las posiciones del partido en todos los niveles, incluida la primera posición del primer secretario. Entre 1926 y 1959, la proporción de rusos entre la población de Tayikistán creció de menos del 1% al 13%. Bobojon Ghafurov, el primer secretario de Tayikistán del Partido Comunista de Tayikistán entre 1946 y 1956, fue el único político tayiko de importancia fuera del país durante la era soviética. Fue seguido en el cargo por Tursun Uljabayev (1956–61), Jabbor Rasulov (1961–1982) y Rahmon Nabiyev (1982–1985, 1991–1992).
Los tayikos comenzaron a ser reclutados en el ejército soviético en 1939 y, durante la Segunda Guerra Mundial, alrededor de 260 000 ciudadanos tayikos lucharon contra Alemania, Italia y Japón. Entre 60 000 (4%) y 120 000 (8%) de los 1,53 millones de ciudadanos de Tayikistán fueron asesinados durante la Segunda Guerra Mundial. Después de la guerra y el gobierno de Stalin se hicieron intentos para expandir aún más la agricultura y la industria de Tayikistán. Entre 1957 y 1958, la Campaña de tierras vírgenes de Nikita Jruschov se centró en Tayikistán, donde las condiciones de vida, la educación y la industria quedaron a la zaga de las demás repúblicas soviéticas. En la década de 1980, Tayikistán tenía la tasa de ahorro familiar más baja de la Unión Soviética, el porcentaje más bajo de familias en los dos grupos de ingresos per cápita más altos y la tasa más baja de graduados universitarios por cada mil personas. A fines de la década de 1980, los nacionalistas tayikos pedían mayores derechos mientras los islamistas, que se habían refugiado en las zonas montañosas, salieron a la luz. Los disturbios reales no ocurrieron dentro de la república hasta 1990. Al año siguiente, la Unión Soviética se derrumbó y Tayikistán declaró su independencia el 9 de septiembre de 1991, un día que ahora se celebra como el Día de la Independencia del país.

### Independencia y guerra civil

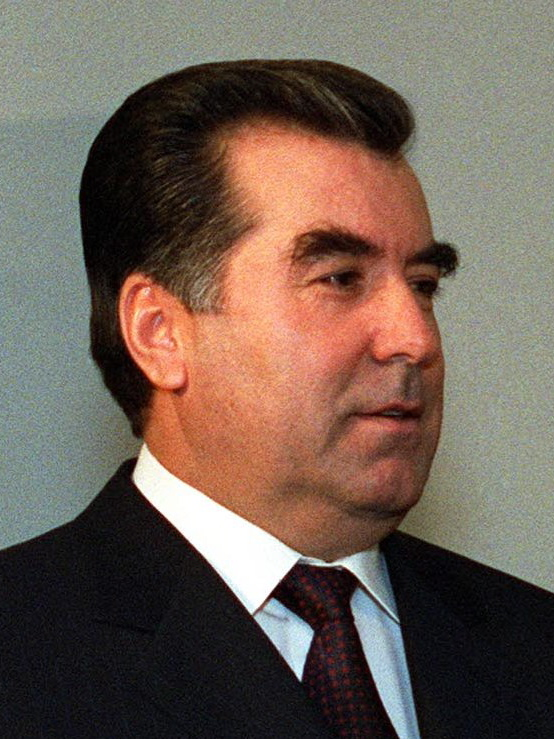
Emomali Rajmonov, presidente del país desde 1994.

En 1992 se desencadenó una guerra civil que envolvió a varias facciones luchando unas contra otras, dichas facciones eran distinguibles a menudo por sus lealtades a clanes. La población no musulmana (ni árabes, ni persas, ni tayikos), particularmente rusos y judíos étnicos, abandonó el país en ese período debido a persecuciones, incremento de la pobreza y mejores oportunidades económicas en Occidente.
La guerra civil que enfrentó a diversos clanes provocó la devastación de una gran parte de Tayikistán, provocando la huida en masa de unos 70000 habitantes que se trasladaron a Afganistán. Ante esta situación de barbarie y desastre, el presidente Nabijew se vio obligado a renunciar a su cargo en 1992, por lo que Dusambé quedó bajo el control de las guerrillas islamistas.
Tras la dimisión de Nabiev, se reunieron en Juyand los miembros que quedaban de la Unión Soviética y los tayikos. En esta reunión se llegó al acuerdo de establecer a Emomali Rahmonov como presidente. Rahmonov contaba con el apoyo de las Fuerzas del Frente Popular además de la élite económica tradicionalista del norte de Leninabad. Sin embargo, esto no hizo mejorar la situación del país y la guerra continuó. Las fuerzas del Frente Popular atacaron el centro de Dushambé el 4 de diciembre de 1992 gracias a que contaban con el apoyo de Rusia. Se establecieron centros de control en las principales instalaciones desde donde llevaron a cabo las diversas operaciones. Ante esta ofensiva, los islamistas se vieron obligados a abandonar la capital. A mediados de enero de 1993, los excomunistas se rehicieron con el poder.
Tras la captura de Dusambé, el gobierno de Rahmonov atacó Kofarnijón, que fue rápidamente dominada. El alto al fuego de 1997 fue firmado entre Rahmonov y los partidos de la oposición. Tropas rusas estuvieron estacionadas en el sur de Tayikistán con el fin de vigilar la frontera con Afganistán hasta mediados de 2005 para garantizar la estabilidad del país y evitar la incursión de islamistas afganos en territorio tayiko.
Sin embargo, Rahmonov fue acusado de haber realizado una limpieza étnica durante la guerra civil contra el resto de las etnias que habitaban en Tayikistán. En 1999 Rahmonov fue reelegido de forma aplastante en unas elecciones pacíficas que fueron denunciadas como fraudulentas por la oposición.
En mayo de 2015, el coronel Gulmurod Khalimov, comandante de la unidad de policía con fines especiales (OMON) del Ministerio del Interior, desertó y se pasó al Estado Islámico.
El 4 de septiembre de 2015, un ataque a un depósito de armas en Dushanbe mató a 26 personas, entre ellas nueve agentes de policía. Según el gobierno, el incidente fue un intento de golpe de Estado, organizado por el viceministro de Defensa, Abduhalim Nazarzoda, figura de la oposición durante la guerra civil. Este evento se utilizó para prohibir el Partido del Renacimiento Islámico de Tayikistán. El 29 de septiembre de 2015, el Tribunal Supremo de Tayikistán aceptó una acusación del fiscal general y declaró al Partido del Renacimiento Islámico como organización terrorista y prohibió sus actividades en el territorio de la república.  Un año después, una reforma constitucional prohibió el establecimiento de cualquier partido político basado en una plataforma religiosa.
En septiembre de 2018, en Varsovia (Polonia), representantes del Partido del Renacimiento Islámico de Tayikistán, así como otras tres organizaciones («Congreso de Librepensadores de Tayikistán», «Reforma y Desarrollo de Tayikistán» y «Congreso de Migrantes de Asia Central») crearon el «Alianza Nacional de Tayikistán», que el Tribunal Supremo de Tayikistán también prohibió en agosto de 2019.
En 2021, tras la caída de Kabul en poder de los Talibanes, Tayikistán supuestamente se involucró en el conflicto de Panjshir, del lado del Frente de Resistencia Nacional de Afganistán, contra los Talibanes. En septiembre de 2022 estallaron enfrentamientos armados, incluido el uso de artillería, a lo largo de la mayor parte de la frontera entre Kirguistán y Tayikistán.

## Gobierno y política
Tayikistán proclamó su independencia en 1991 de la Unión Soviética. Tras la independencia se originó una guerra civil entre las milicias que representaban a diferentes regiones del país. El conflicto y sus secuelas derivaron en la muerte de más de 50.000 personas y obligaron a 1,2 millones de personas a convertirse en refugiados.
La Constitución de la República de Tayikistán, que entró en vigor el 9 de noviembre de 1994 tras su aprobación por referéndum, reemplazó a la Constitución soviética de 1978. En 1999 se introdujeron varias enmiendas en la Constitución de 1994.
Tayikistán tiene un sistema de gobierno de tipo semipresidencialista. El Presidente es el Jefe del Estado y nombra al primer ministro para dirigir el Consejo de Ministros. El Presidente es elegido por sufragio universal directo por un periodo de cinco años. El actual presidente, Emomalí Rajmónov, renovó por amplia mayoría (76%) su mandato en elecciones celebradas el 6 de noviembre de 2006, incluso frente a cinco candidatos de la oposición. Estas elecciones presidenciales se celebraron, no obstante, sin que el principal partido de la oposición, el Partido del Renacimiento Islámico, presentara candidato, debido al fallecimiento, pocos meses antes, de su líder histórico, Said Abdullo Nuri.
El Poder Legislativo reside en la Asamblea Suprema (o Majlisi Olí), compuesta por la Cámara de Representantes, Cámara Baja que cuenta con 63 miembros, y el Consejo Nacional, Cámara Alta con 33 miembros. Los principales partidos políticos de Tayikistán son el Partido Democrático Popular (pro-presidencial), el Partido del Renacimiento Islámico, el Partido Democrático, el Partido Comunista, el Partido Socialista, el Partido Lal-i Badakhshan y el Partido Social Demócrata de Tayikistán.

En el Acuerdo de Paz del 27 de junio de 1997, se ofreció a la Unión de la Oposición Tayika, dominada por el Partido del Renacimiento Islámico, el 30 % de los cargos gubernamentales. No obstante, esa presencia de la oposición en el Gobierno ha ido disminuyendo. En cualquier caso, Tayikistán es el único país de Asia central con un partido islamista con presencia en el Gobierno y el Parlamento.

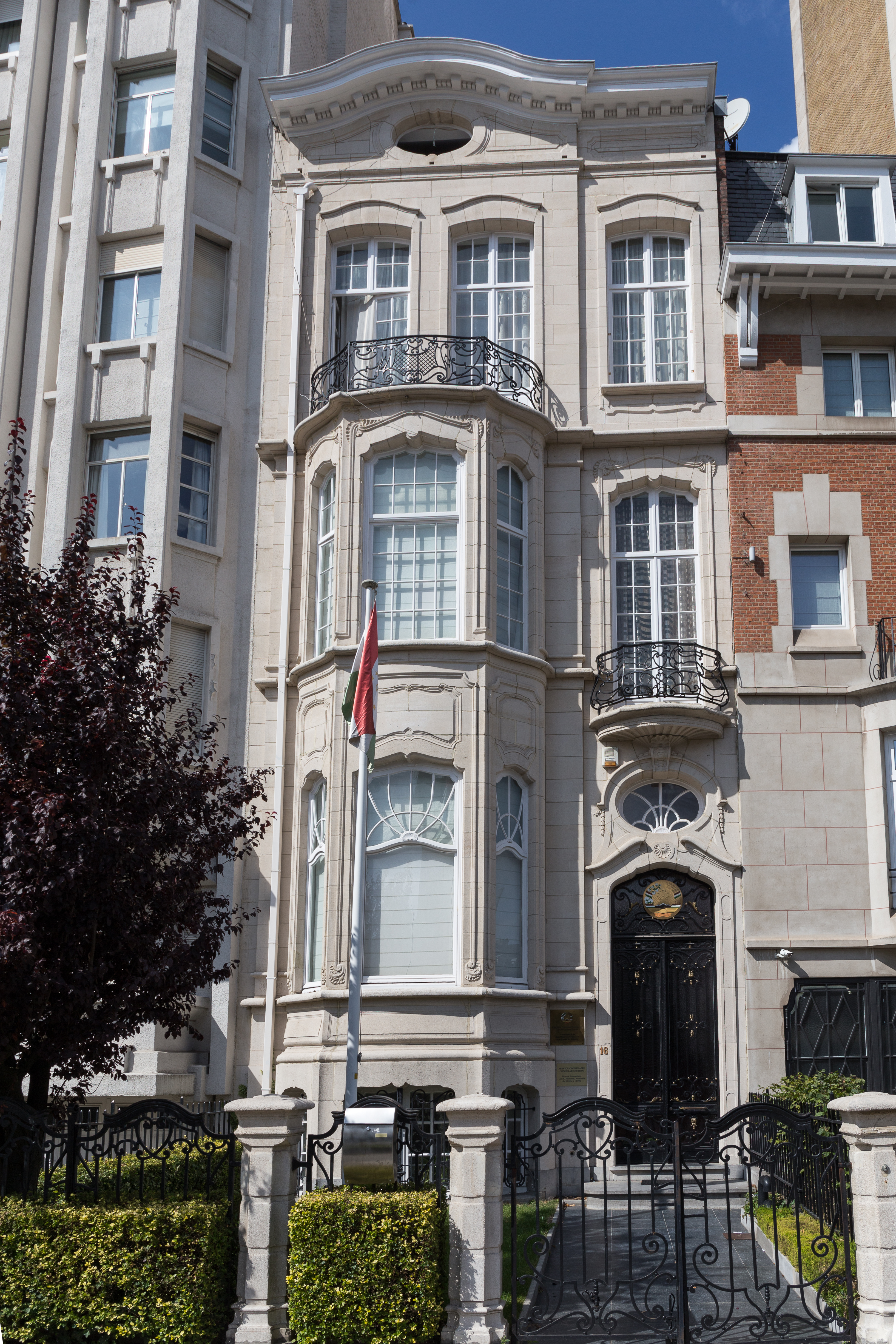
Embajada de Tayikistán en Bruselas, Bélgica

Las elecciones parlamentarias de 2005 trajeron consigo muchas acusaciones de los partidos de la oposición y los observadores internacionales sobre la corrupta manipulación del proceso por parte del presidente Emomalí Rajmónov. Las elecciones más recientes, en febrero de 2010, resultaron en la pérdida de cuatro escaños en el parlamento para el partido dominante PDPT, aunque aún mantuvo la mayoría absoluta. Los observadores de la Organización para la Seguridad y la Cooperación en Europa dijeron que las elecciones de 2010 «carecieron de muchos de los puntos clave de la OSCE» y que «estas elecciones fallaron en muchos de los estándares democráticos básicos». El gobierno insistió en que sólo ocurrieron violaciones menores, las cuales no afectaron la voluntad del pueblo tayiko.
Las elecciones presidenciales del 6 de noviembre de 2006 fueron boicoteadas por muchos de los principales partidos de la oposición, incluyendo 23.000 miembros del Partido del Renacimiento Islámico. Tayikistán le dio a Irán su apoyo para unirse a la Organización de Cooperación de Shanghái luego de una reunión entre el presidente tayiko y el ministro de relaciones exteriores iraní.

### Política Exterior
Tayikistán es miembro de la Organización de Cooperación de Shanghái (OCS), la Organización del Tratado de Seguridad Colectiva (OTSC), la Comunidad de Estados Independientes (CEI), la Organización de Cooperación Económica (OCE), la Organización de la Conferencia Islámica (OCI) y la Organización para la Seguridad y la Cooperación en Europa (OSCE).

Debido a su situación sin salida al mar, Tayikistán depende de las buenas relaciones con sus Estados vecinos. Los socios más importantes en política exterior son Rusia y la República Popular China. Rusia mantiene una base militar en el país donde están estacionados unos 7.500 soldados rusos. El contrato de la base militar se prorrogó en 2012 hasta 2051. Rusia está considerada una potencia protectora y más de un millón de personas de ascendencia tayika viven en Rusia, lo que añade importancia política y cultural a la relación. En la guerra civil de 1992-1997, Rusia apoyó al gobierno tayiko contra los rebeldes islamistas.

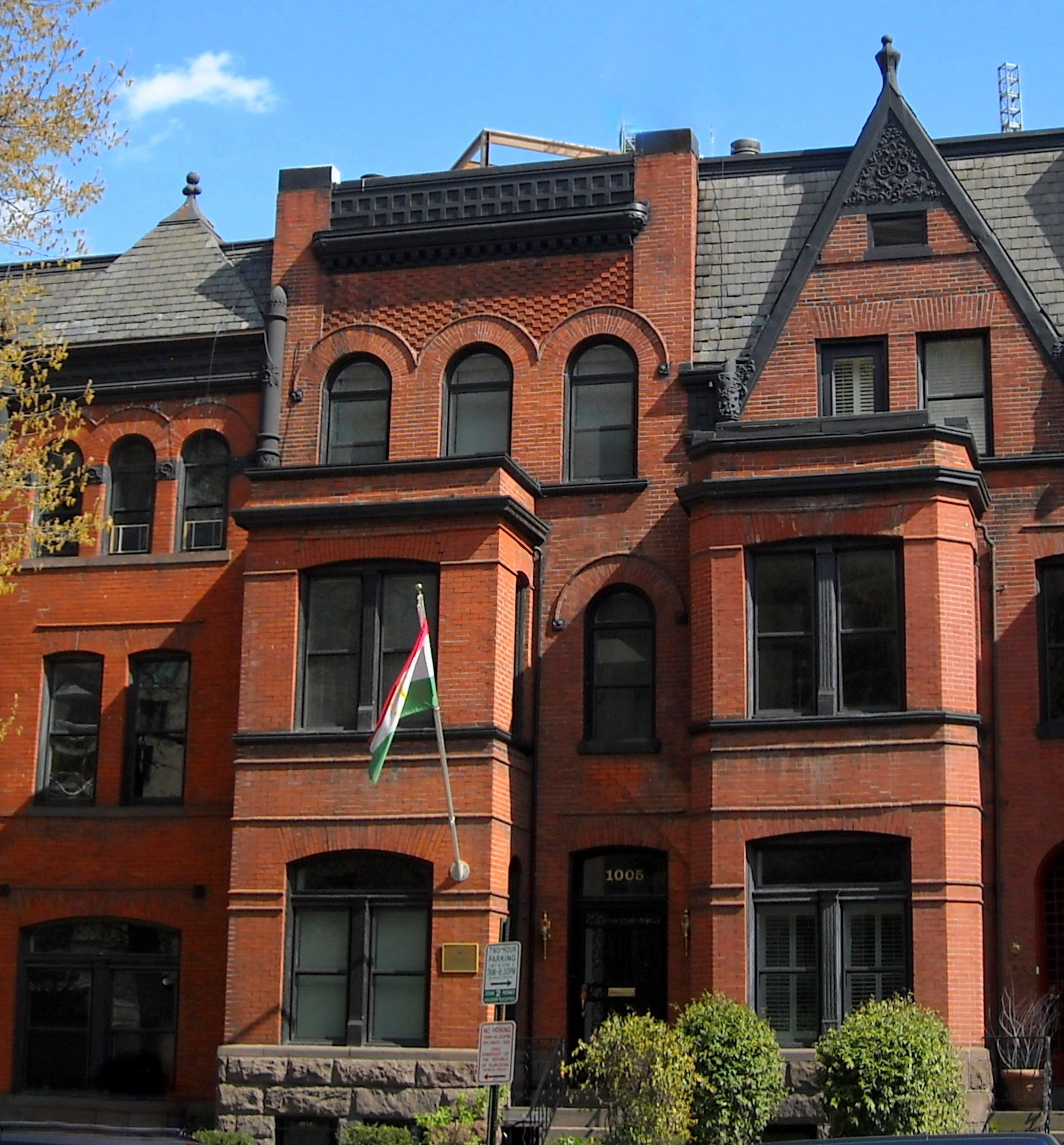
Embajada de Tayikistán en Estados Unidos

En los últimos años, China ha adquirido una importancia creciente para Tayikistán como inversor y socio comercial. La cooperación tayiko-china en los ámbitos de la política y la seguridad también se ha profundizado en los últimos años. En 2017, el vecino oriental sustituyó a Rusia como mayor socio comercial de Tayikistán. La visita oficial del presidente Rahmon a Pekín en agosto de ese mismo año tuvo como principal objetivo garantizar un préstamo chino de 2.300 millones de dólares. Además de las ventajas, los expertos advierten de los peligros de la política de crédito barato de China, que podría conducir a una mayor dependencia monetaria de Tayikistán y aumentar su deuda exterior. Esto también pondría en peligro la seguridad nacional del país, con el telón de fondo de las anteriores reclamaciones territoriales de China contra Tayikistán.
Una cuestión definitoria de la política exterior son las relaciones con Kirguistán. La poco clara demarcación de la frontera es el detonante del conflicto fronterizo entre Kirguizistán y Tayikistán.
También desempeñan un papel especial las relaciones con Irán, con el que existen estrechos vínculos lingüísticos y culturales.
La Unión Europea formula sus objetivos políticos hacia el país, entre otros, a través de su Estrategia de la UE para Asia Central.

### Defensa

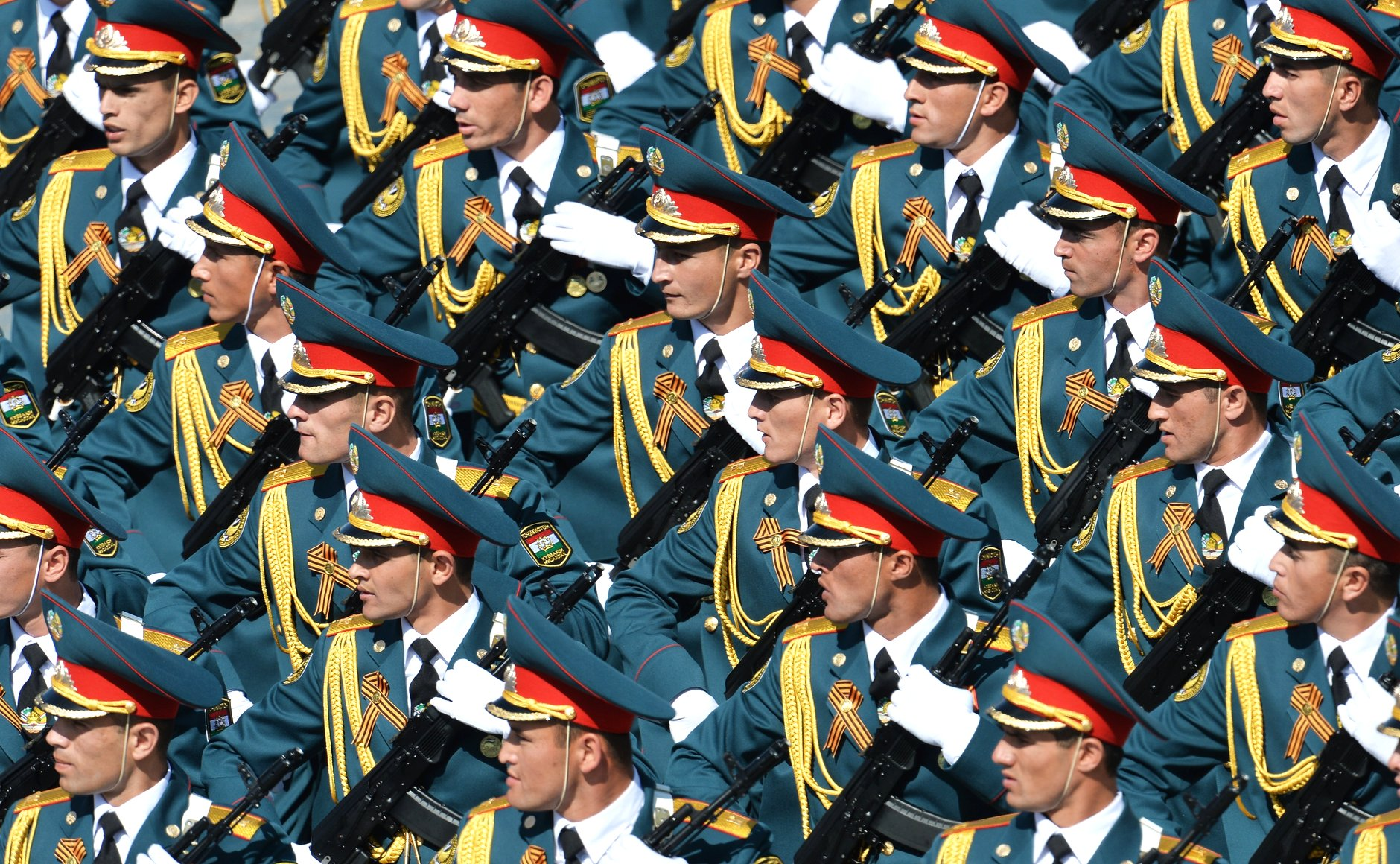
Militares de Tayikistán en un desfile para conmemorar la Segunda Guerra Mundial

Durante la guerra civil tayika (1992-1993), el gobierno ruso tenía entre 22.000 y 25.000 soldados estacionados en Tayikistán para ayudar al régimen como parte de un acuerdo de defensa, razón por la cual el gobierno tayiko pudo sobrevivir a la guerra. A menudo se pensó que la guerra había sido iniciada por fundamentalistas islámicos, pero en realidad fue una guerra entre clanes y grupos étnicos de la región.
A mediados de la década de 1990, el Ejército Nacional contaba con unos 3.000 efectivos. La mayoría de los oficiales eran rusos, en su mayoría veteranos de la guerra de Afganistán. El Ministerio de Defensa de Rusia siguió proporcionando apoyo material al Ejército Nacional. Fue especialmente difícil para el Ejército crear su propia fuerza militar debido a que muchos tayikos preferían servir en el Ejército ruso, por la paga más alta. Debido a la oposición militar en el país, el régimen tuvo la mayor acumulación militar de la región de Asia Central. En 1997, Tayikistán contaba con dos brigadas motorizadas de fusileros (una de ellas de entrenamiento), una brigada y un destacamento de operaciones especiales (todos ellos destinados principalmente a la protección del régimen gobernante) y un escuadrón de aviación combinada. Tayikistán dispone además de un conjunto básico de unidades y subunidades que proporcionan apoyo operativo, técnico y logístico.

Un batallón de policía montada en la plaza Dousti durante un desfile en Dusambé, Tayikistán en 2016.

El ejército de Tayikistán contaba en 2007 con dos brigadas de fusiles motorizados, una brigada de montaña, una brigada de artillería, una brigada de asalto aerotransportada, un destacamento de asalto aerotransportado y un regimiento de misiles tierra-aire.
A lo largo de la década de 1990, el ejército no tuvo una fuerza aérea y dependió de la Fuerza Aérea Rusa para la defensa aérea, sin embargo, el gobierno planeó crear un escuadrón de aviación. En 2007, la Fuerza Aérea contaba con 800 efectivos y 12 helicópteros. Se desconoce la estructura organizativa de la Fuerza Aérea. El espacio aéreo tayiko está patrullado por la Fuerza Aérea rusa.
La Fuerza Aérea de Tayikistán sigue siendo pequeña, ya que Dushanbe no espera un ataque a Tayikistán desde el aire, y que las unidades de la Fuerza Aérea de Rusia en Gissar, en Tayikistán, y otros contingentes rusos similares en Kazajistán detectarían cualquier asalto de este tipo. Tayikistán también es patrullado por aviones rusos como parte del Sistema Conjunto de Defensa Aérea de la CEI. La fuerza aérea se utiliza principalmente para misiones de búsqueda y rescate, transporte y algún ataque ocasional contra grupos militantes.

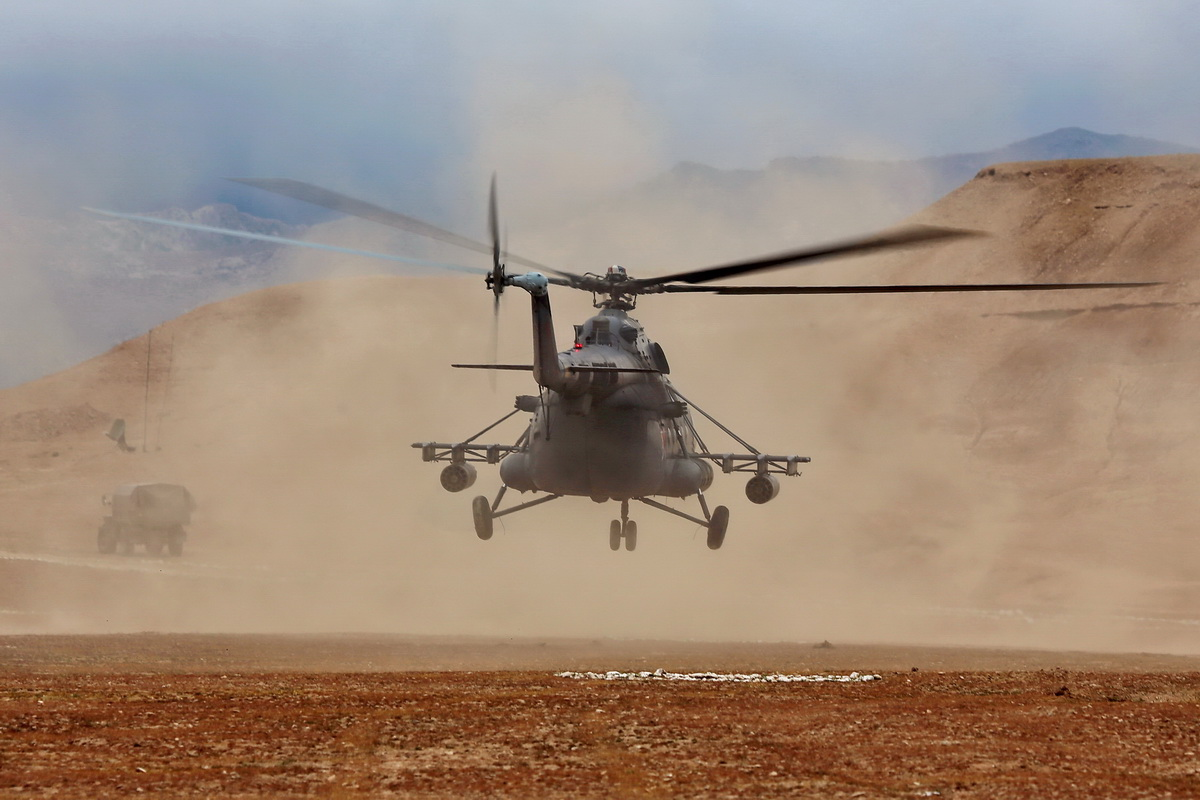
Fase principal de un ejercicio conjunto de mando y estado mayor con unidades de las fuerzas armadas de Rusia y Tayikistán (campo de entrenamiento de Kharbmaydon, en Tayikistán).

Para su financiación, el gobierno dependía de modestos fondos extranjeros. En febrero de 2013, tuvo lugar en Dushanbe un desfile con motivo del 20 aniversario de la creación de las fuerzas armadas. Durante el desfile, 20 helicópteros sobrevolaron la ciudad. India llegó a un acuerdo por el que las fuerzas aéreas tayikas y rusas comparten una base aérea. La base está comandada conjuntamente por personal indio, tayiko y ruso, que rotan unidades allí periódicamente.
Debido a la guerra civil, el desarrollo de la fuerza aérea fue lento. Los primeros equipos en llegar fueron 10 MI-8MTB y 5 MI-24 en 1993 con base en Dushanbe. Los primeros aviones de transporte fueron AN-24 y en 1996 se suministraron AN-26(?). Un plan de la década de 1990 para adquirir SU-25 de Bielorrusia para formar un escuadrón de ataque no se llevó a cabo. Sin embargo, Moscú sí ayudó a reforzar los contingentes de helicópteros de Tayikistán en 2006-07, proporcionándoles seis helicópteros de ataque Mil Mi-8 y Mil Mi-24 Hind. También proporcionó cuatro L-39 Albatros.

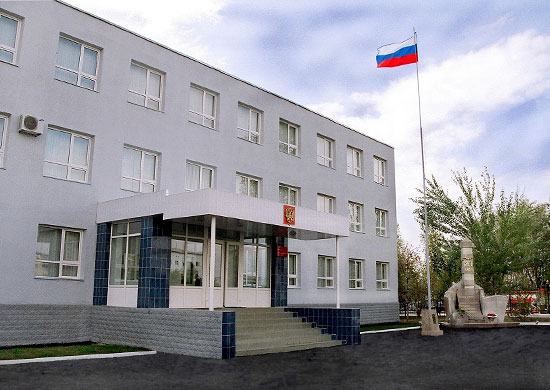
Edificio principal de la Base militar rusa en Tayikistán

El 6 de octubre de 2010 se produjo un accidente cuando un helicóptero militar Mi-8 de la Guardia Nacional de Tayikistán se estrelló en el valle de Rasht, cerca de Ezgand y Tavildara. El helicóptero quedó atrapado en unos cables de alta tensión cuando intentaba aterrizar. El helicóptero se incendió y se estrelló sin supervivientes. Se trata del accidente más mortífero de la aviación tayika desde 1997.
La Guardia Nacional de Tayikistán es una fuerza especial bajo el mando directo del Presidente de Tayikistán. Formada el 4 de diciembre de 1992, fue originalmente una unidad de fuerzas especiales conocida como Brigada de Misión Especial durante la 16ª sesión del Consejo Supremo de Tayikistán, dependiente del Ministerio del Interior tayiko. Durante sus primeros años, la Guardia fue sometida a duras pruebas, lo que le valió la confianza del Presidente y del pueblo. Fue la razón por la que el presidente la cambió de Misión Especial a Guardia Nacional Presidencial.
Su tarea principal es garantizar la seguridad pública. En dos años se formaron otras cuatro unidades en las ciudades de Chkalovsk, Kalinin y Obigarm. Tenían una estructura similar a la del resto del ejército. Digna de mención es la honradez de la que ha hecho gala la Guardia Nacional. La Fuerza de Reacción Rápida, también llamada Primera Brigada, al mando del coronel Mahmud Khudoiberdiyev, participó en la guerra civil tayika, como parte de la Guardia y del ejército regular. El coronel y sus hombres huyeron a Uzbekistán. El 26 de enero de 2004, la Guardia Presidencial se transformó en Guardia Nacional.

### Derechos humanos
Desde la invasión soviética de Afganistán en 1979, se ha temido en repetidas ocasiones que grupos islamistas armados pudieran establecerse también en la vecina Tayikistán. Pero aparte de las tensiones regionales, por ejemplo en el valle de Isfara, en los alrededores de Chorkuh, los grupos yihadistas e islamistas apenas han conseguido ejercer una influencia significativa desde la caída de la Unión Soviética. Sin embargo, desde 2018 se acumulan los titulares que hacen referencia a la milicia terrorista Estado Islámico en Tayikistán. Esto se relaciona repetidamente con un nuevo avance de los talibanes en el vecino Afganistán. No está claro hasta qué punto el duro enfoque del régimen autoritario hacia cualquier forma de oposición política también provoca afluencias para los grupos terroristas yihadistas. Según el informe publicado en octubre de 2017 por el Soufan Center, con sede en Nueva York, 5000 combatientes de Estados de Asia Central se habían unido a los grupos terroristas islamistas en Oriente Medio. Se cree que 1300 de ellos proceden de Tayikistán.
En abril de 2020, las fuerzas de seguridad alemanas de Renania del Norte-Westfalia detuvieron a cuatro tayikos presuntamente vinculados al Estado Islámico. Se dice que los cuatro detenidos, así como otro sospechoso ya detenido, habían planeado originalmente acciones contra el gobierno de Tayikistán, pero luego cambiaron a Alemania como país objetivo. En julio de 2020, comenzó el juicio de acusación contra el primer sospechoso, que ya estaba detenido en marzo de 2019. Con fines de recaudación de fondos para la milicia terrorista IS, el sospechoso supuestamente intentó sin éxito llevar a cabo un asesinato por encargo en Albania.
Está prohibido celebrar festividades «extranjeras» como Navidad o Año Nuevo, ya que el país es mayoritariamente musulmán. Pero el extremismo islámico también es reprimido. En junio de 2024, el parlamento de Tayikistán aprobó un proyecto de ley para prohibir las «prendas extranjeras» para referirse a prendas islámicas como el hiyab.
En materia de derechos humanos, respecto a la pertenencia a los siete organismos de la Carta Internacional de Derechos Humanos, que incluyen al Comité de Derechos Humanos (HRC), Tayikistán ha firmado o ratificado:
| Tayikistán | Tratados internacionales | Tratados internacionales  | Tratados internacionales | Tratados internacionales | Tratados internacionales  | Tratados internacionales | Tratados internacionales  | Tratados internacionales | Tratados internacionales    | Tratados internacionales | Tratados internacionales  | Tratados internacionales | Tratados internacionales | Tratados internacionales | Tratados internacionales | Tratados internacionales | Tratados internacionales  | Tratados internacionales  |
| --- | ------------------------ | ------------------------- | ------------------------ | ------------------------ | ------------------------- | ------------------------ | ------------------------- | ------------------------ | --------------------------- | ------------------------ | ------------------------- | ------------------------ | ------------------------ | ------------------------ | ------------------------ | --- | ------------------------- | ------------------------- |
| Tayikistán | CESCR                    | CESCR                     | CCPR                     | CCPR                     | CCPR                      | CERD                     | CED                       | CEDAW                    | CEDAW                       | CAT                      | CAT                       | CRC                      | CRC                      | CRC                      | CRC                      | MWC | CRPD                      | CRPD                      |
| Tayikistán | CESCR                    | CESCR-OP                  | CCPR                     | CCPR-OP1                 | CCPR-OP2-DP               | CERD                     | CED                       | CEDAW                    | CEDAW-OP                    | CAT                      | CAT-OP                    | CRC                      | CRC-OP-AC                | CRC-OP-SC                | CRC-OP-CP                | MWC | CRPD                      | CRPD-OP                   |
| Pertenencia | Firmado y ratificado.    | Ni firmado ni ratificado. | Firmado y ratificado.    | Firmado y ratificado.    | Ni firmado ni ratificado. | Firmado y ratificado.    | Ni firmado ni ratificado. | Firmado y ratificado.    | Firmado pero no ratificado. | Firmado y ratificado.    | Ni firmado ni ratificado. | Firmado y ratificado.    | Firmado y ratificado.    | Firmado y ratificado.    | Sin información.         | Tayikistán ha reconocido la competencia de recibir y procesar comunicaciones individuales por parte de los órganos competentes. | Ni firmado ni ratificado. | Ni firmado ni ratificado. |
| Firmado y ratificado, firmado, pero no ratificado, ni firmado ni ratificado, sin información, ha accedido a firmar y ratificar el órgano en cuestión, pero también reconoce la competencia de recibir y procesar comunicaciones individuales por parte de los órganos competentes. |                          |                           |                          |                          |                           |                          |                           |                          |                             |                          |                           |                          |                          |                          |                          | |                           |                           |

## Organización político-administrativa
El país se divide en regiones o provincias (singular: viloyat, plural: viloyatho). Por su parte, una región se divide en nohiya o raion que a su vez se divide en jamoats (una entidad similar a las veredas) y por último los pueblos propiamente dichos (qyshloqs). En 2006 había cincuenta y ocho distritos y trescientos sesenta y siete jamoats en el país.
Las cuatro regiones con sus respectivos centros administrativos entre paréntesis son las siguientes:
1. Provincia de Sughd (Juyand).
2. Región bajo subordinación republicana o Provincia de Karotegin (Dusambé).
3. Provincia de Khatlon (Qurghonteppa).
4. Alto Badajshán (Jorog).

Otros centros urbanos relevantes son Istaravshan, Vahdat, Konibodom, Tursunzoda, Panjakent y Jorog.

## Geografía

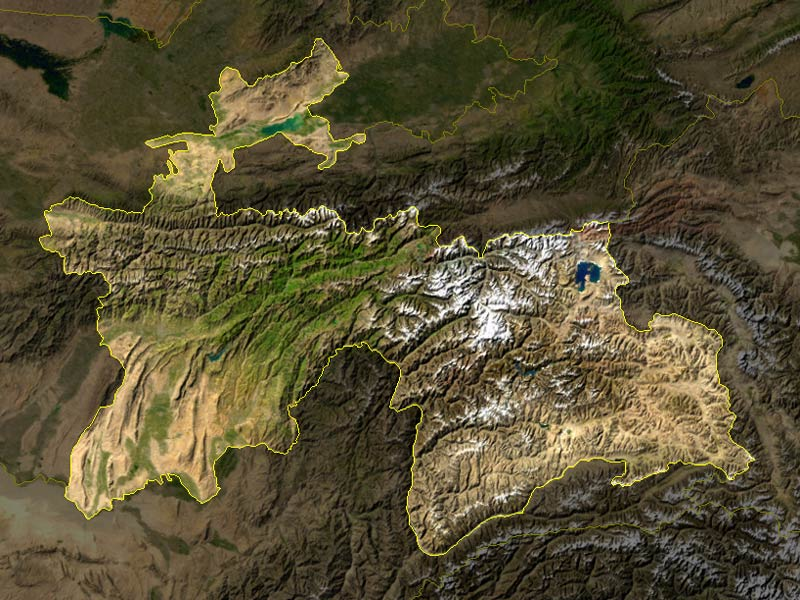
Imagen satelital.

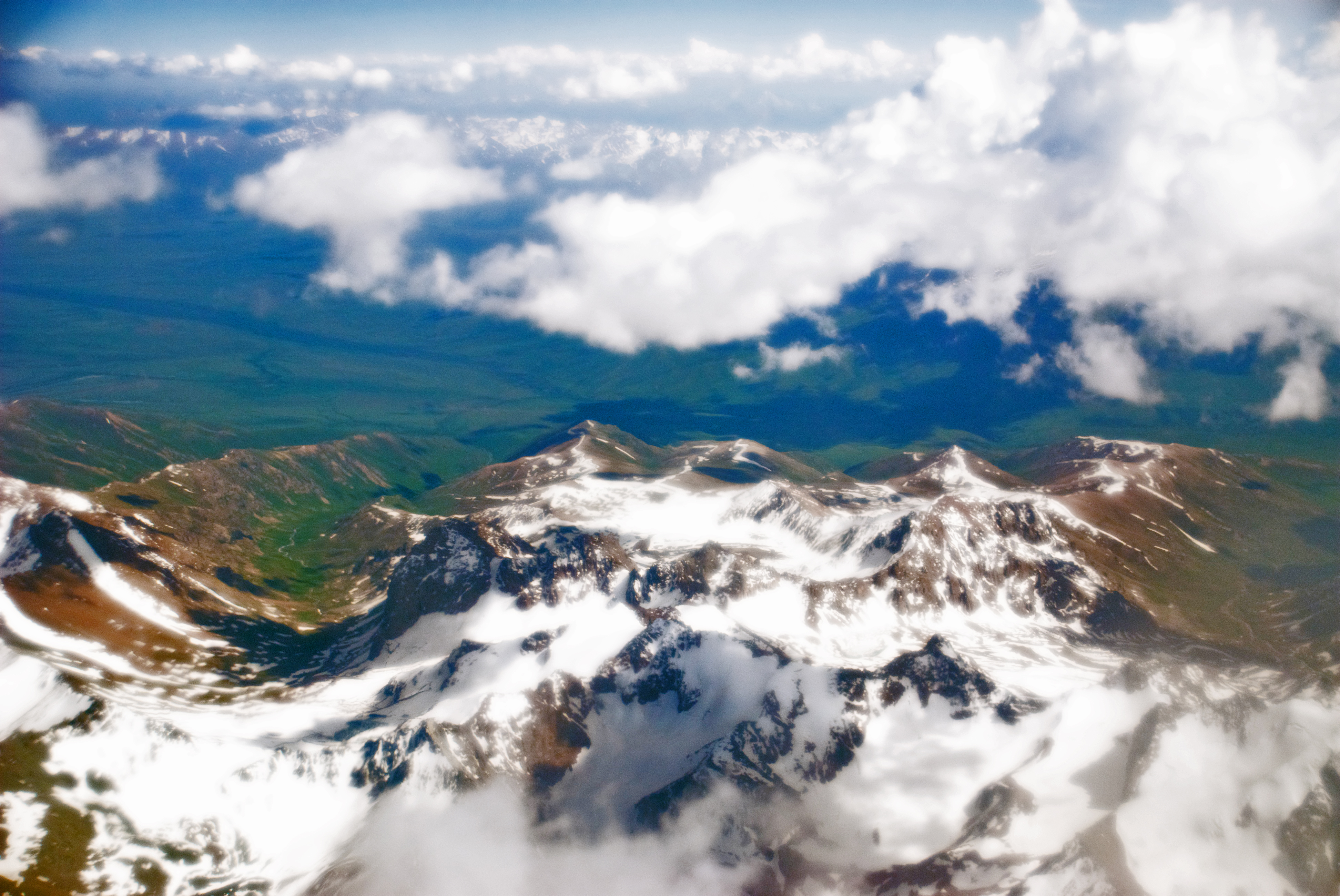
Cordillera del Pamir.

Tayikistán es un estado sin litoral con una superficie de 144 100 km², lo que lo sitúa como el menor país de Asia Central en extensión.
Más del 50% del país está por encima de los 3000 m s. n. m. Su territorio presenta numerosas sierras y cordilleras, incluyendo la Tian Shan y la de Pamir. Hay sin embargo tierras bajas en el noroeste, en la provincia de Sughd, donde se encuentra el fértil valle de Fergana. Esa región es atravesada por el río Sir Daria. También al sur, en los valles de los ríos Kofarnihon y Vajsh se encuentran terrenos de poca altitud. Esos cursos de agua forman el Amu Daria. La capital Dusambé se encuentra asimismo en el valle del Kofarnihon.
Buena parte de su territorio se extiende sobre los límites de la meseta de Pamir, con alturas superiores a los 7000 m, una parte del río Amu Daria y la cadena de Zeravshan. Al norte culmina en el pico Ismail Samani (antes pico Comunismo) a 7495 m de altitud por encima de los valles cubiertos de glaciares, cuya superficie ocupa más de 8000 km². Por el sur el terreno está formado por altas mesetas que superan los 4000 m, de donde emergen cadenas montañosas que alcanzan los 6000 m.
Además del pico Ismail Samani, otras elevaciones importantes son el Avicena (7174 m), el Korzhenevskaya (7105 m), el Independencia (6974 m), el Karl Marx (6726 m) y el Mayakovski (6096 m).

### Ubicación geográfica

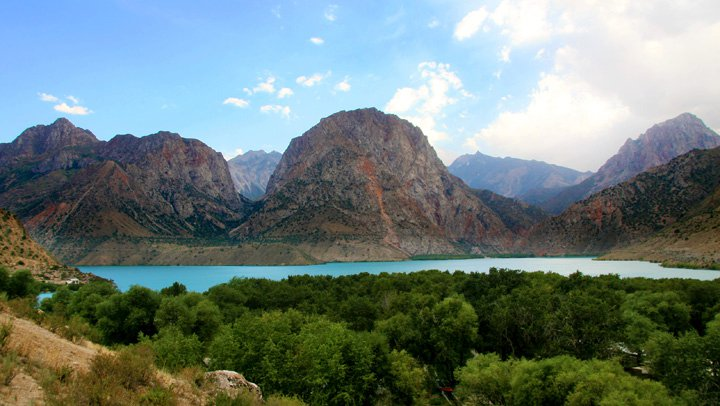
Paisaje montañoso alrededor del Lago Iskandarkul

| Noroeste: Uzbekistán | Norte: Uzbekistán · Kirguistán | Nordeste: China     |
| Oeste: Uzbekistán    |                                | Este: China         |
| Suroeste: Afganistán | Sur: Afganistán                | Sureste: Afganistán |

### Hidrografía
Los principales ríos son el Panj (alto Amu Daria), el Zeravshan y el Vajsh. Los ríos Amu Daria y Panj forman la frontera con Afganistán.
Sus principales lagos son el Iskanderkul y los Kulikalon en los montes Fann,
los lagos Sarez, Zorkul y Karakul en la cordillera del Pamir, y los embalses de Kayrakum y Nurek. Otros lagos, también en el Pamir, son Bulunkul, el Drumkul, el Rangkul, el Sasykkul, el Shorkul, el Turumtaikul, el Tuzkul y el Yashilkul.

### Relieve
Tayikistán alberga algunas de las montañas más altas del mundo, como las cordilleras de Pamir y Alay. El 93% de su territorio es montañoso, con altitudes que oscilan entre los 300 m y los casi 7.500 m, y casi el 50% del territorio supera los 3.000 m de altitud.

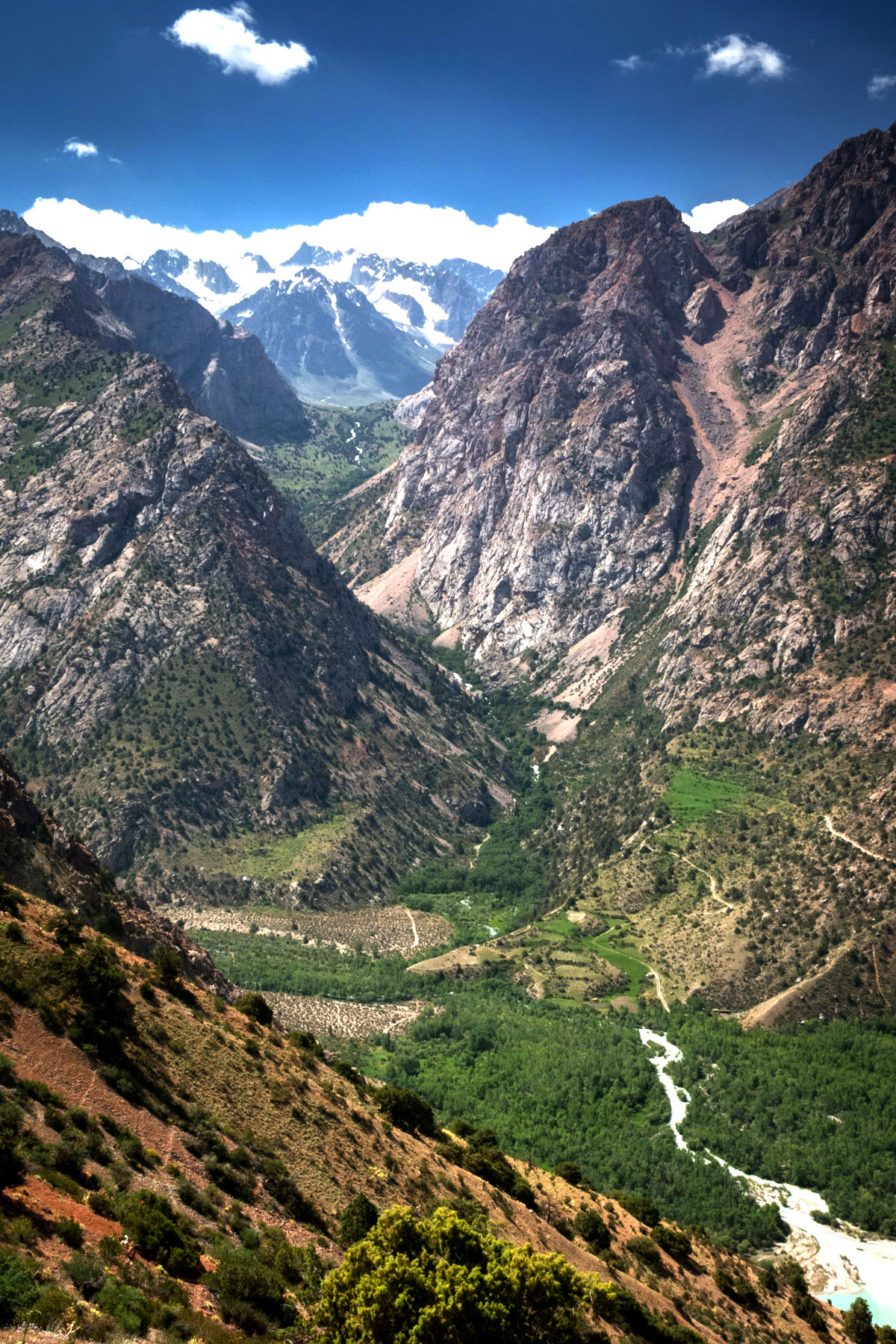
Montes Fann en Tayikistán

Las enormes cadenas montañosas están cortadas por cientos de cañones y desfiladeros por cuyo fondo corren arroyos que desembocan en grandes valles fluviales donde vive y trabaja la mayoría de la población del país. Los Pamires, en particular, están muy glaciados, y Tayikistán alberga el mayor glaciar no polar del mundo, el glaciar Fedchenko.
Los montes Pamir de Tayikistán se encuentran en la provincia autónoma de Gorno-Badakhshan (GBAO), en la mitad oriental del país. La frontera septentrional está formada por la cordillera Transalaya (Pico de la Independencia 7.174 m, Paso de Kyzylart 4.280 m). 
El pico más alto es el pico Ismoil Somoni (7.495 m) (antes conocido como pico Stalin y pico del Comunismo), en el extremo noroccidental del GBAO. Se encuentra entre el pico Ibn Sina (7.134 m) (también conocido como pico Lenin), en la frontera con Kirguistán, al norte, y el pico Korzhenevskaya (7.105 m), en la cordillera de la Academia de Ciencias (6.785 m), más al sur. La frontera meridional está formada por las crestas más septentrionales de la cordillera del Karakórum, con los picos Mayakovskiy (6.096 m), Karl Marx (6.726 m), Engels (6.510 m) y Concord (5.469 m), que se extienden de oeste a este a lo largo de la frontera con Afganistán.

### Cuestiones Medioambientales
Los problemas medioambientales de Tayikistán incluyen concentraciones de productos químicos agrícolas y sales en el suelo y las aguas subterráneas, una gestión deficiente de los recursos hídricos, y la erosión del suelo. Además, debido a unas instalaciones de saneamiento inadecuadas, los residuos industriales no tratados (sobre todo los procedentes de la producción de aluminio) y las aguas residuales se combinan con la escorrentía agrícola para provocar la contaminación del agua en la cuenca del mar de Aral. En Tayikistán, las explotaciones mineras de la época soviética extraían y procesaban uranio, oro, antimonio, tungsteno, mercurio y molibdeno, y se sabe que cada una de ellas deja residuos tóxicos que también amenazan la calidad del agua. 

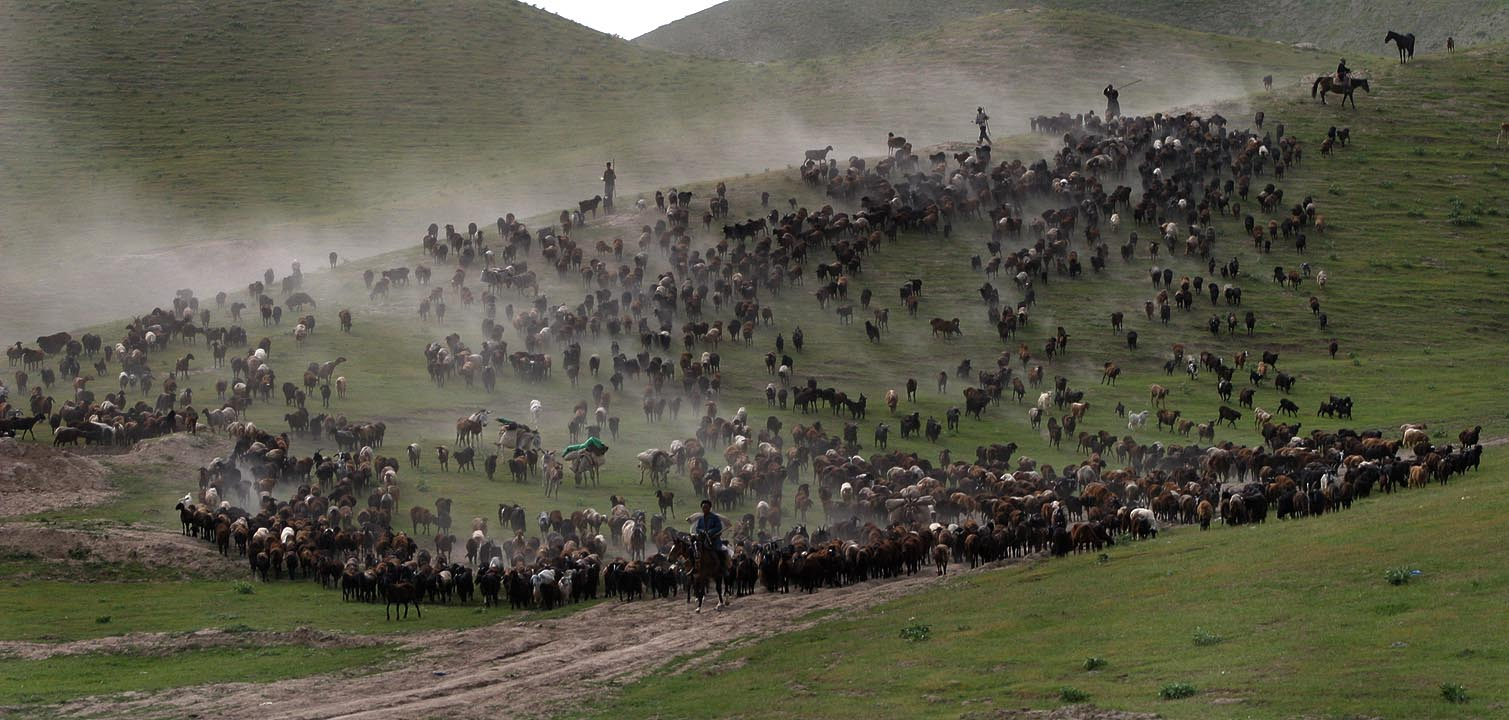
Pastoreo de Ovejas en Tayikistán

Los focos de alta contaminación atmosférica causados por la industria y los vehículos de motor han hecho que Tayikistán ocupe el puesto 133 del mundo en emisiones de gases de efecto invernadero. La contaminación atmosférica es un problema especial durante las épocas del año en que las condiciones atmosféricas mantienen las emisiones industriales y de los vehículos cerca de la superficie en las zonas urbanas.
En verano, el polvo y la arena de los desiertos de Uzbekistán y Turkmenistán contaminan el aire de toda la región de las tierras bajas del suroeste.Aunque la destructiva guerra civil, las carencias presupuestarias, la pobreza y la disolución de la Unión Soviética redujeron la actividad industrial y agrícola, estos problemas, así como la destrucción de infraestructuras y la pérdida de programas soviéticos (como el Comité de Protección de la Naturaleza, la agricultura estatal y las redes regionales de puestos hidroeléctricos) han amplificado las preocupaciones medioambientales.Además, el gobierno tayiko se muestra reacio a reconocer estos problemas, lo que ha tensado sus relaciones regionales.

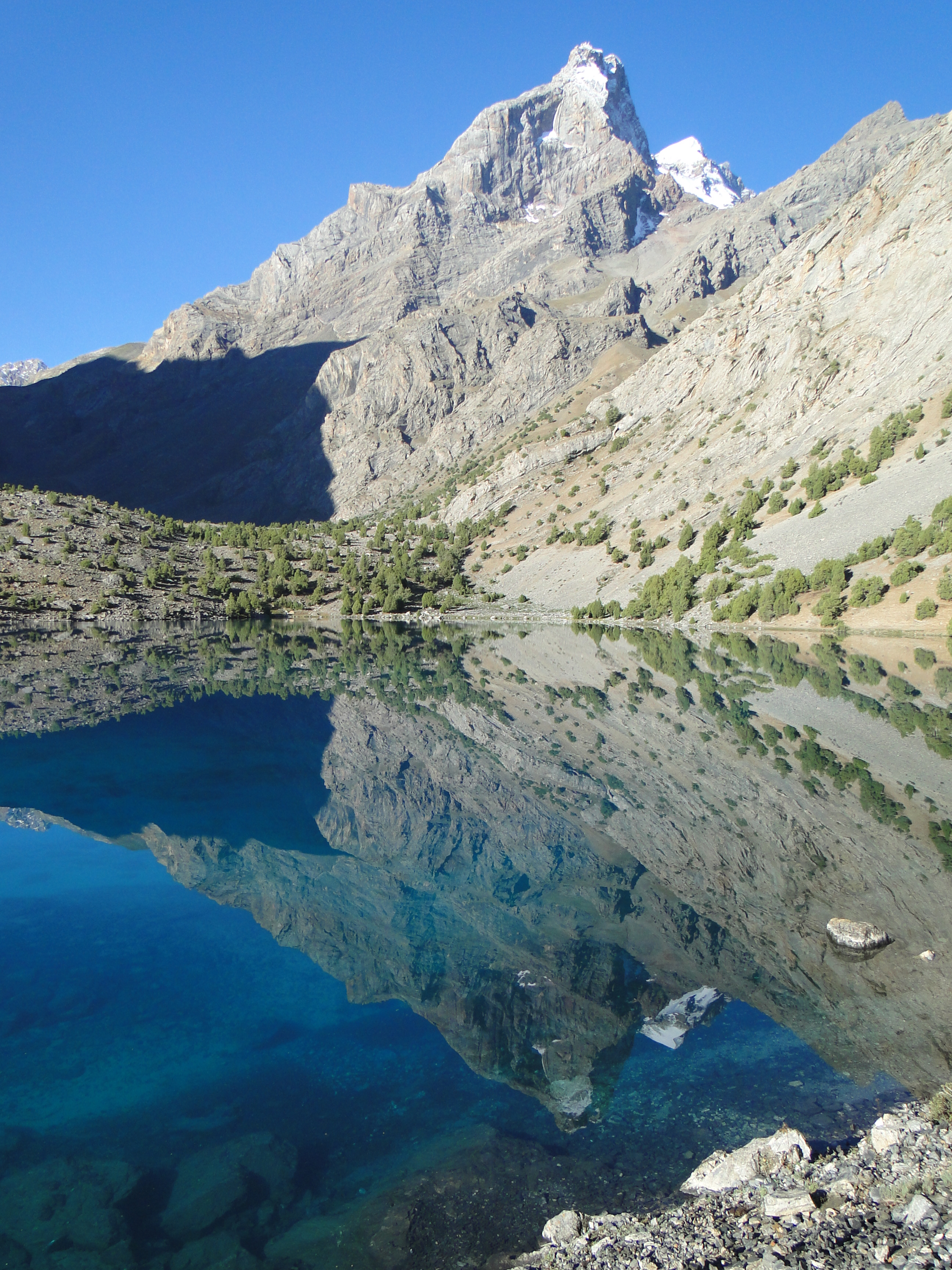
El Lago Alaudin

En 2010, el 64% de la población tayika tenía acceso a agua potable, el 54% en las zonas rurales y el 92% en las ciudades. La escasez de agua se convirtió en una amenaza en Tayikistán por primera vez bajo la presión de la Unión Soviética para expandir el cultivo de algodón en Asia Central.En esa época, la regulación del uso del agua era mínima y gran parte se destinaba al regadío. Desde entonces, el gobierno tayiko ha ampliado los límites del uso del agua, pero los organismos encargados de su aplicación carecen de los sistemas judiciales y legales eficaces necesarios para ponerlos en práctica.
La agricultura representa el 90% del consumo de agua de Tayikistán, y el 33% de las tierras de regadío se destinan al cultivo de algodón. Gran parte de los sistemas de regadío y tratamiento de aguas de Tayikistán no se han actualizado desde el final de la era soviética, tras la cual una catastrófica guerra civil asoló gran parte del campo y dañó aún más unas infraestructuras ya deterioradas. El riego del algodón utiliza la mayor parte de los recursos hídricos de Tayikistán, pero el equipo utilizado para el riego, al estar anticuado, es ineficaz y pierde la mayor parte del agua que transporta. Tayikistán ha tardado en actualizar estos sistemas hídricos debido a multitud de factores políticos y económicos, como un presupuesto limitado y una deuda creciente desde la conclusión de la guerra civil. Además, Tayikistán ha sufrido presiones para cultivar productos que consumen menos recursos, lo que se ha topado con la resistencia de una industria algodonera políticamente influyente.
Se prevé que el cambio climático afecte especialmente a Asia Central en términos de escasez de agua. Para 2030, se prevé que la demanda de agua procedente de los glaciares de Tayikistán aumente en un tercio, mientras que la escorrentía glaciar disminuirá en un 30% Como consecuencia, el uso del agua en Tayikistán ha complicado su relación con sus vecinos. El regadío, además de la construcción sin consulta de presas hidroeléctricas como la de Rogun en los ríos Vakhsh, Panj y Amu, ha provocado escasez de agua y protestas públicas en Uzbekistán y Turkmenistán, además de contribuir a la reducción del mar de Aral. En la actualidad, las proyecciones del Banco Mundial indican que la temperatura media anual podría aumentar 5,7 °C (42,3 °F) para el año 2085.

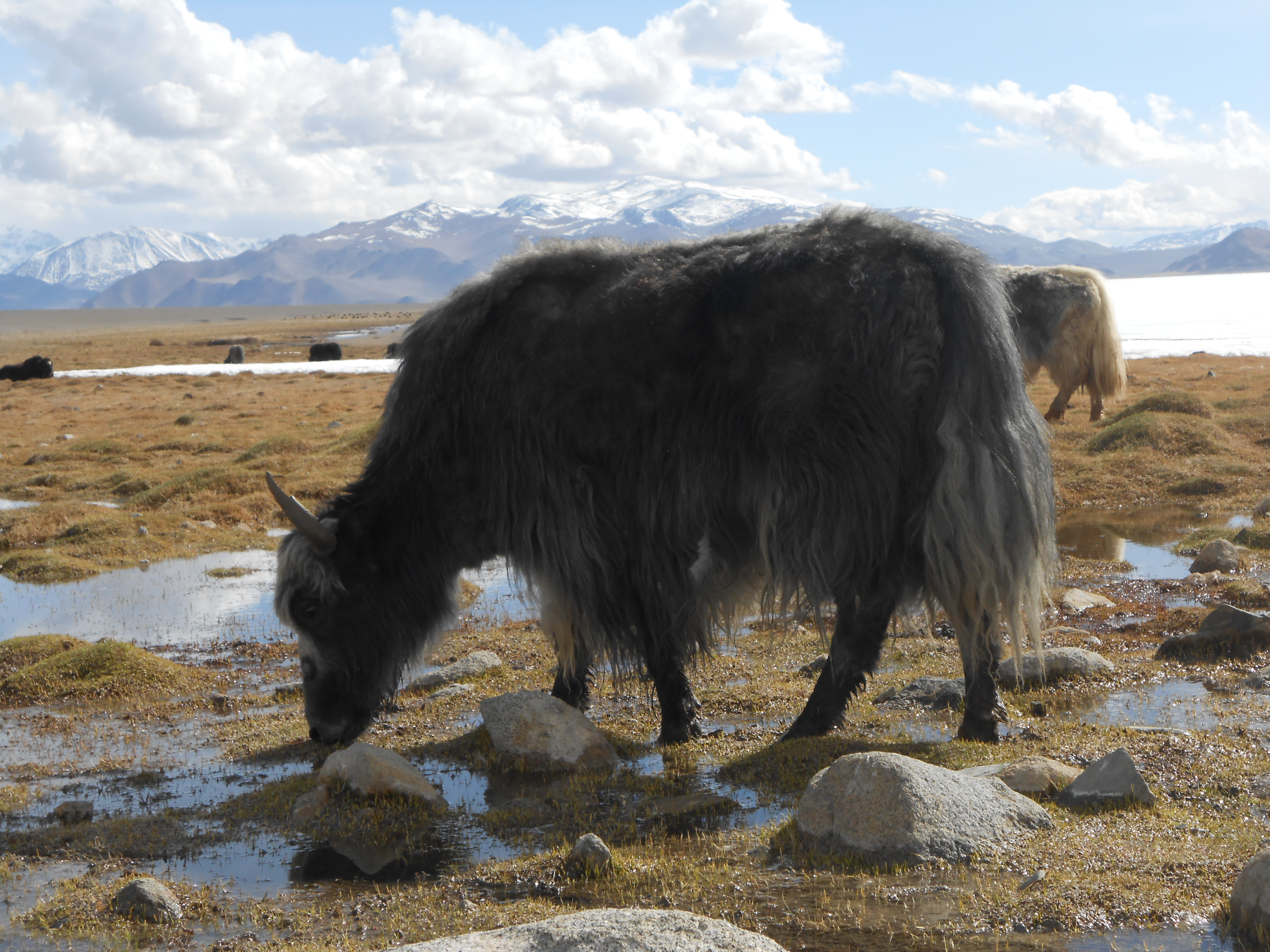
Un Yak (Bos mutus o Bos grunniens) cerca del lago Kara-Kul en Tayikistán

El 13% de los tayikos tiene acceso al alcantarillado público y el 34% carece de fontanería o lavabos interiores, lo que provoca que el 38% de la población dependa del agua de fuentes potencialmente contaminadas y los consiguientes brotes de fiebre tifoidea y cólera. Esta carencia de infraestructuras se remonta a la época soviética y se vio agravada por la pobreza y la guerra civil. Otras causas de contaminación del agua y el aire son los pesticidas (sobre todo DDT y HCH) y los fertilizantes en la escorrentía superficial (agravada por los corrimientos de tierra debidos a la degradación del suelo), los residuos industriales, la quema de combustibles fósiles y los residuos de las antiguas explotaciones mineras soviéticas.

### Fauna
Tayikistán, un pequeño país de Asia central, es el hogar de muchos animales únicos. Tienen nombres extraños y poco familiares, como markhor, pika, gacela boba, argali, urial, marmota de Menzbier y musaraña de Buchara. 
Tayikistán es conocido por sus escarpadas montañas. La salvaje inaccesibilidad de estas montañas las hace muy propicias para la vida salvaje. Tayikistán ha sido el último reducto de muchas especies en peligro de extinción.

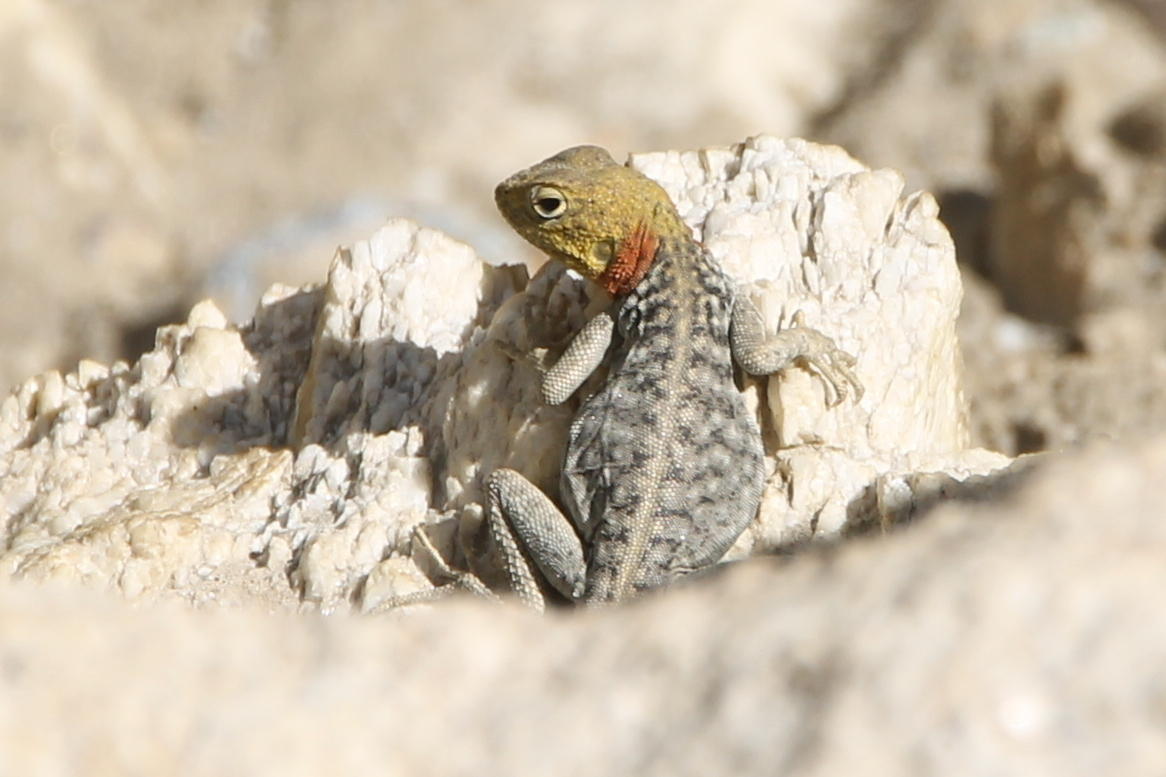
El reptil Laudakia himalayana o Agama del Himalaya

Los mamíferos más comunes son el jabalí, los roedores y musarañas, el puercoespín indio, los lobos, el zorro rojo, la comadreja, el armiño, la garduña, el tejón, la nutria, el lince de Turquestán, las liebres de Tolai, las pikas rojas de Turquestán, los topillos de enebro, el corzo siberiano y el oso pardo de Tian Shan.
En Tayikistán hay muchas aves conocidas en todo el mundo, como pájaros carpinteros, pinzones, gorriones y herrerillos. Entre las rapaces figuran búhos pequeños, búhos reales, buitres y ratoneros, halcones, águilas reales y otras especies de águilas. También se puede avistar el picogordo euroasiático, el picogordo aliblanco, el agateador del Himalaya, el colirrojo tizón, la curruca verdosa, cucos, cascanueces, el escribano montesino, el quebrantahuesos, la perdiz chukar, la curruca nival del Himilaya, el azor septentrional, la lavandera cascadeña, la oropéndola, los alcaudones, los papamoscas moteados, las tórtolas orientales, las palomas bravía y torcaz y los ruiseñores zorzales.
El tigre del Caspio se considera el animal nacional de Tayikistán. Desde finales del siglo XIX hasta 1947, el tigre del Caspio fue cazado con la intención de erradicarlo: su área de distribución era deseada para tierras de cultivo y los tigres se consideraban peligrosos.
El último ejemplar conocido de tigre del Caspio en Tayikistán se observó en 1958, y el último del mundo se mató en 1970. Hoy en día, el tigre del Caspio se considera extinto. Sin embargo, algunos científicos del ADN consideran que el tigre del Caspio es de la misma especie que el tigre de Siberia o de Amur. Los investigadores esperan reintroducir tigres en la zona. Esto no sólo devolvería al tigre del Caspio a su antigua área de distribución, sino que también repararía la cadena alimentaria y ayudaría a la conservación de las demás especies de Tayikistán.

## Economía

Desarrollo del PIB per cápita de los países de Asia Central.

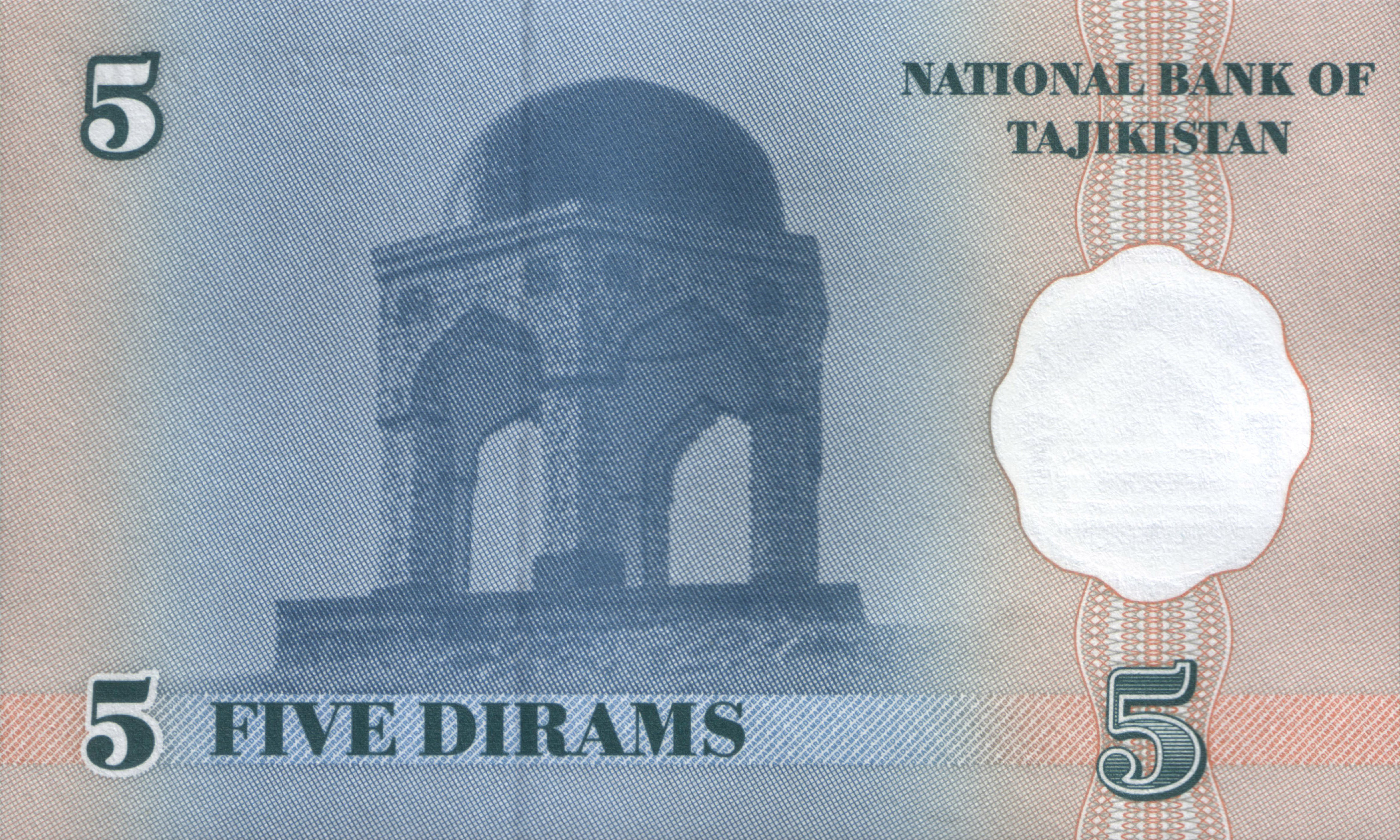
Billete de cinco dirams.

Tayikistán es el país más pobre de la región de Asia Central (renta per cápita inferior a los 400 dólares estadounidenses). Esto ha motivado que Tayikistán sea el país de Asia Central que más ayuda per cápita recibe de la Unión Europea. La tasa de desempleo es del 40 %. El 60 % de la población tayika está por debajo de la línea de la pobreza.
Entre 1999 y 2003, el PIB creció a un promedio del 9,5 %. A mediados de 2004, el PIB tayiko estaba creciendo al 11 %. En 2005, a pesar del descenso en la producción de algodón y de aluminio, el PIB de Tayikistán creció un 6,7 %. Por otro lado, la tasa de inflación empezó a elevarse, debido al incremento de los costes de los productos energéticos. A fines de 2005 esa tasa estaba en el 6,8 %.
En cualquier caso, las perspectivas económicas de Tayikistán son buenas. El Fondo Monetario Internacional previó para 2006 un crecimiento del PIB del 8 % y un incremento de la tasa de inflación del 7,8 %, lo que se puede considerar como satisfactorio. Además, el sector financiero y bancario se está desarrollando bien, en función de las reformas estructurales introducidas.
| Exportaciones a | Exportaciones a | Importaciones de | Importaciones de |
| País            | Porcentaje      | País             | Porcentaje       |
| --------------- | --------------- | ---------------- | ---------------- |
| Unión Europea   | 43 %            | Rusia            | 16%              |
| Rusia           | 9,1 %           | Uzbekistán       | 11,5 %           |
| Uzbekistán      | 7,3 %           | Unión Europea    | 12 %             |
| Otros           | 40,6 %          | Otros            | 60,5 %           |

El crecimiento en 2006 se va a apoyar, en buena parte, en el favorable comportamiento de las remesas de emigrantes y en los gastos en obras de infraestructura. En otras palabras, ese crecimiento se va a deber en gran parte a Rusia, por ser el país donde residen los emigrantes tayikos y por ser el país que más está invirtiendo en la infraestructura de Tayikistán. No es de extrañar, por tanto, que el vector ruso en la Política Exterior de Tayikistán se esté reforzando.
En el 2007 hubo un crecimiento del PIB del 6 % y una tasa de inflación del 5%. Es decir, se produjo un cierto enfriamiento de la economía que, en cualquier caso, no fue preocupante.
Un dato positivo es que la posición de endeudamiento externo de Tayikistán ha mejorado. La relación deuda externa/PIB ha pasado del 130 % en 2000 al 40 % en 2005.

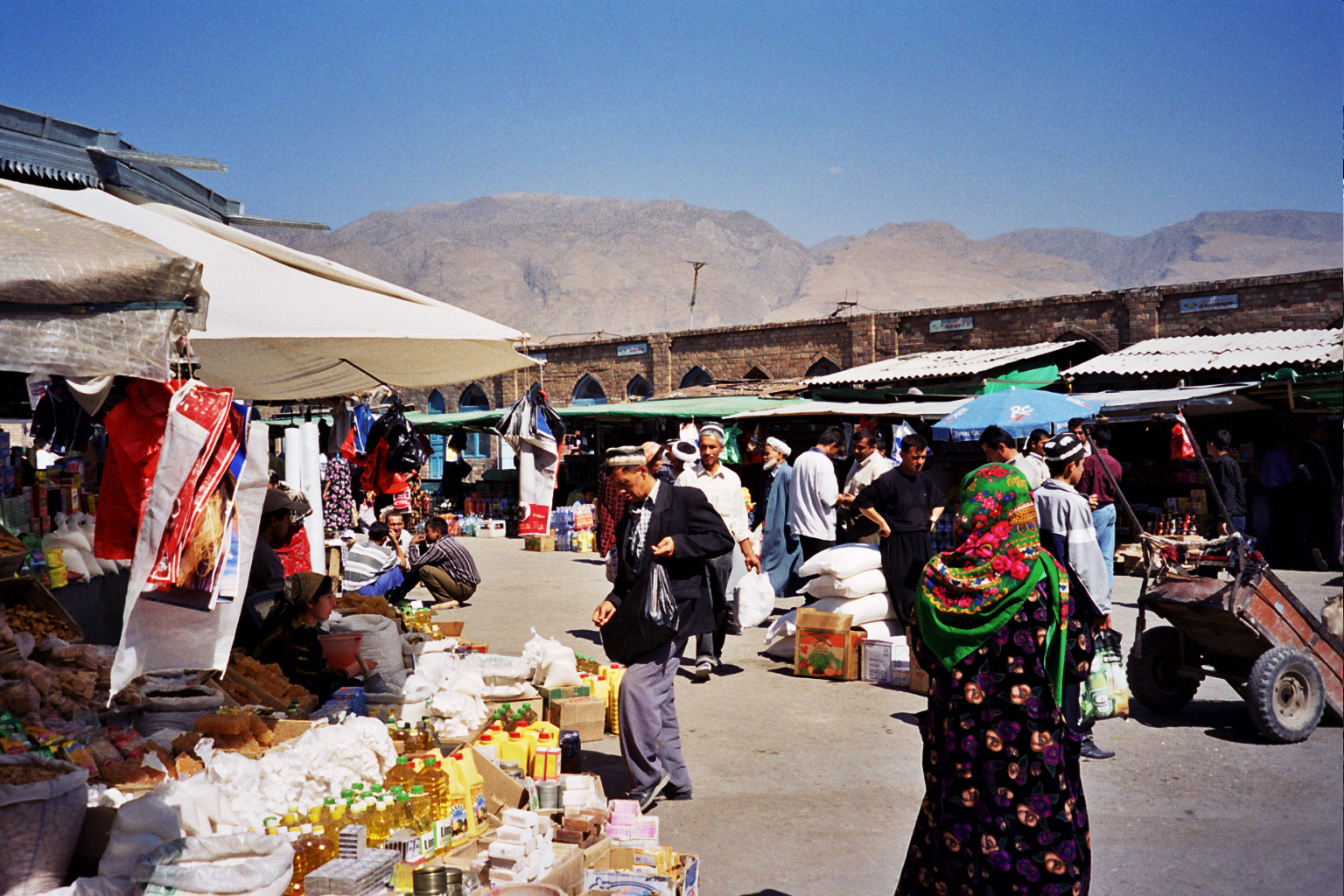
Un bazar en Panjakent.

La estructura económica de Tayikistán no es muy favorable. Solo el 6% de la tierra es cultivable. La principal producción agraria es el algodón. La industria se limita a la planta productora de aluminio Tadaz, algunas plantas hidroeléctricas del monopolio BarkiTajiky y algunas fábricas obsoletas de bienes de consumo ligeros y de procesamiento de alimentos. En noviembre de 2003, fue aprobada la Estrategia de Privatización 2003-2007, actualmente en aplicación.
Tayikistán es todavía un importante punto de tránsito de la droga procedente de Afganistán que se dirige a los mercados de Europa Occidental y Rusia. Sin embargo, la producción de opio en Tayikistán es limitada.
Entre los inversores en Tayikistán destacan Rusia e Irán. Entre los socios comerciales de Tayikistán tienen importancia Países Bajos, Turquía y Uzbekistán, como importadores, y Rusia, Kazajistán y Uzbekistán, como exportadores.
El tráfico de drogas es una de las mayores fuentes de ingreso en Tayikistán, pues es una importante región de paso desde los campos de producción en Afganistán hacia los mercados de Rusia y, en menor medida, de Europa occidental. También se cultiva algo de opio para el mercado local. Se teme que el dinero del narcotráfico haya corrompido altas esferas del gobierno. UNODC está buscando establecer en el país una Agencia de Control de Drogas.
Según el Índice mundial de innovación, a cargo de la Organización Mundial de la Propiedad Intelectual, en 2024, Tayikistán se ubicó en lugar 107 en innovación entre 133 países del mundo; mientras que en 2023 ocupó el lugar 111 y el lugar 104 en 2022.

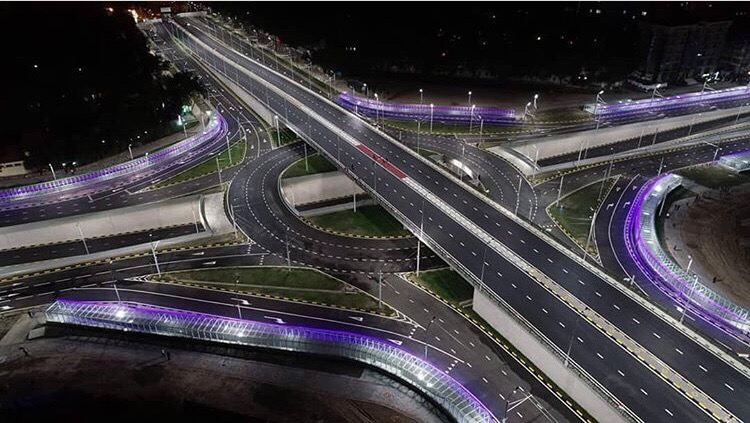
El sistema de Autopistas de Tayikistán

## Transporte
La mayor parte del sistema de transporte del país procede de la etapa soviética, el cual, desde entonces se ha ido deteriorando debido a la falta de inversión y mantenimiento. Tayikistán, como muchos otros países de Asia Central, está experimentando un gran desarrollo en su sector del transporte desde la caída del poder soviético.
Como país sin salida al mar, Tayikistán no tiene puertos y la mayoría del transporte se realiza por carreteras, aire y ferrocarril. En los últimos años, Tayikistán ha logrado acuerdos con Irán y Pakistán para obtener acceso a los puertos en esos países a través de Afganistán. En 2009, se llegó a un acuerdo entre Tayikistán, Pakistán y Afganistán para mejorar y construir un sistema ferroviario y de carreteras de 1 300 km que conecta los tres países con los puertos de Pakistán. La ruta propuesta pasaría por la Provincia Autónoma de Gorno-Badakhshan en la parte oriental del país. En 2012, los presidentes de Tayikistán, Afganistán e Irán firmaron un acuerdo para construir carreteras y vías férreas, así como oleoductos, gasoductos y tuberías de agua para conectar los tres países.

### Ferrocarril
El sistema ferroviario tiene un total de solo 680 kilómetros de vías, todos con un ancho de vía de 1.520 mm. Los principales segmentos se encuentran en la región sur y conectan la capital con las áreas industriales de los valles Hisor y Vakhsh y con Uzbekistán, Turkmenistán, Kazajistán y Rusia. La mayoría del tráfico internacional de mercancías se transporta en tren. El ferrocarril Qurghonteppa-Kulob recientemente construido conectaba el distrito de Kulob con la zona central del país.

### Aéreo

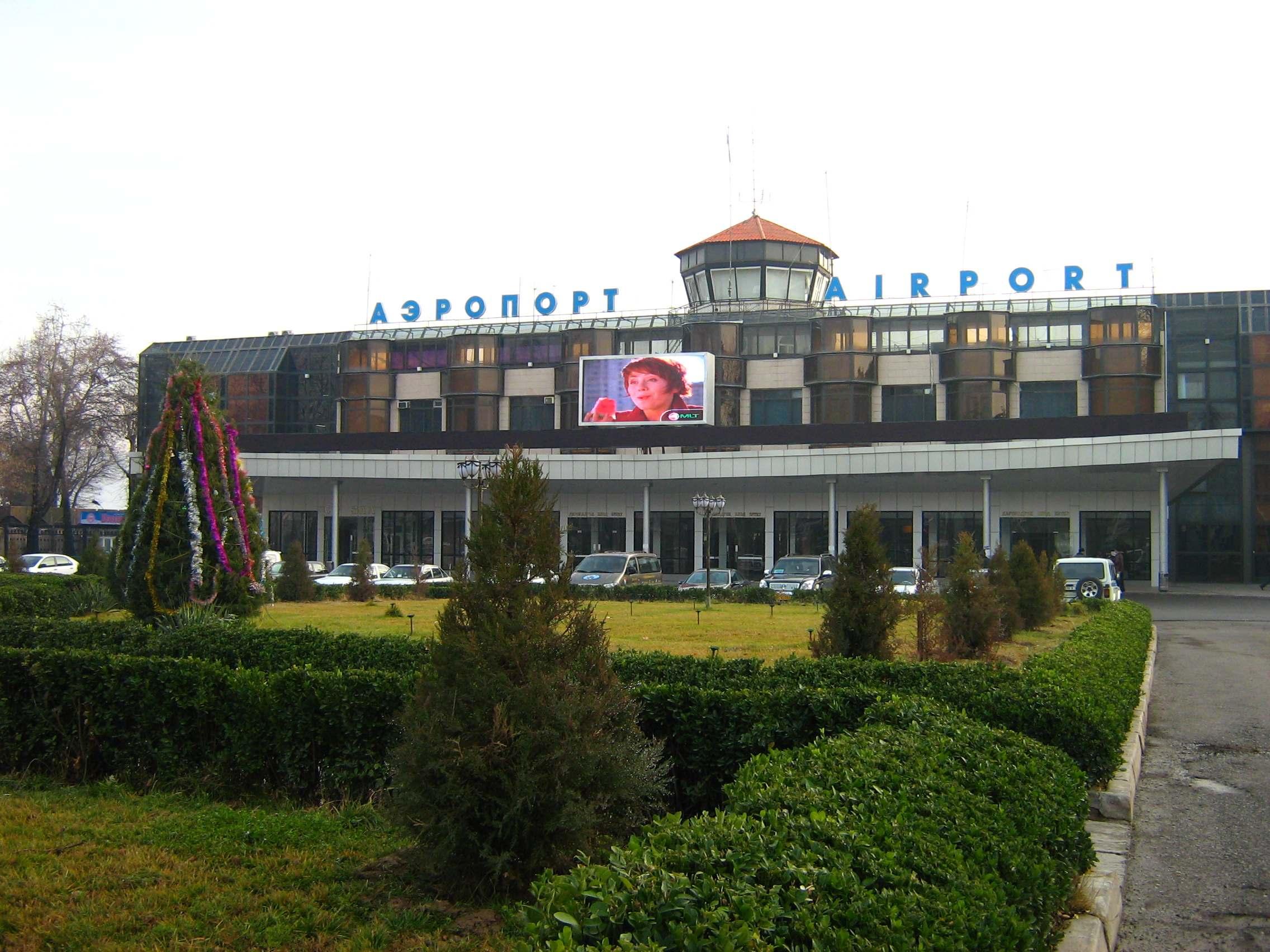
Aeropuerto de Dusambé.

En 2009 Tayikistán tenía 26 aeropuertos, 18 de los cuales tenían pistas pavimentadas, de las cuales dos tenían pistas de más de 3000 metros. El principal aeropuerto del país es el Aeropuerto Internacional de Dusambé, que a partir de abril de 2015 había programado vuelos regulares a las principales ciudades de Rusia, Asia Central, Delhi, Dubái, Fráncfort, Estambul, Kabul, Teherán y Urumchi, entre otros. También hay vuelos internacionales, principalmente a Rusia, desde el aeropuerto de Khujand en la parte norte del país, así como servicios internacionales limitados desde el Aeropuerto de Kulob y el Aeropuerto Internacional Qurghonteppa. El Aeropuerto de Jorog es un aeropuerto nacional y también el único en la mitad oriental del país escasamente poblada.
Tayikistán tiene dos líneas aéreas principales (Somon Air y Tajik Air) y también cuenta con más de una docena de líneas aéreas extranjeras.

### Carretera
La longitud total de las carreteras en el país es de 27 800 kilómetros. Los automóviles representan más del 90% del volumen total de transporte de pasajeros y más del 80% del transporte interno de mercancías.
En 2004, se construyó el Puente de Amistad Tayiko-Afgano entre Afganistán y Tayikistán, mejorando el acceso del país al sur de Asia. El puente fue construido por los Estados Unidos.
A partir de 2014, muchos proyectos de construcción de autopistas y túneles están en marcha o han sido completados recientemente. Los principales proyectos incluyen la rehabilitación de las carreteras Dusambé-Chanak (frontera uzbeka), Dusambé-Kulma (frontera china) y Kurgan-Tube-Nizhny Pyanj (frontera afgana) y la construcción de túneles bajo los puertos de montaña de Anzob, Shakhristan, Shar-Shar y Chormazak. Estos fueron apoyados por países donantes internacionales.

## Demografía

Vista de la ciudad de Vahdat en Tayikistán

Tayikistán tiene una población de 8 734 951 habitantes (estimación de 2016) de los cuales el 70% son menores de 30 años y el 35% tienen entre 14 y 30 años.
Los tayikos que hablan tayiko (un dialecto persa) son el principal grupo étnico, aunque hay considerables minorías de uzbekos y rusos, cuyo número está disminuyendo debido a la emigración. Se considera que los pamiries de Badakhshan, una pequeña población de Yaghnobi, y una considerable minoría de ismaelitas pertenecen al grupo más grande de tayikos. Todos los ciudadanos de Tayikistán se llaman tayikos.
En 1989, los rusos étnicos en Tayikistán constituían el 7.6% de la población, pero ahora son menos del 0.5%, después de que la guerra civil estimulase la emigración rusa. La población étnica alemana de Tayikistán también ha disminuido debido a la emigración: al haber llegado a 38 853 en 1979, casi ha desaparecido desde la disolución de la Unión Soviética.

### Idiomas
Tayikistán básicamente 2 lenguas principales que son el tayiko como lengua estatal y el ruso como lengua interétnica, según se entiende en el artículo 2 de la Constitución: «La lengua estatal de Tayikistán será el tayiko. El ruso será la lengua de comunicación internacional».

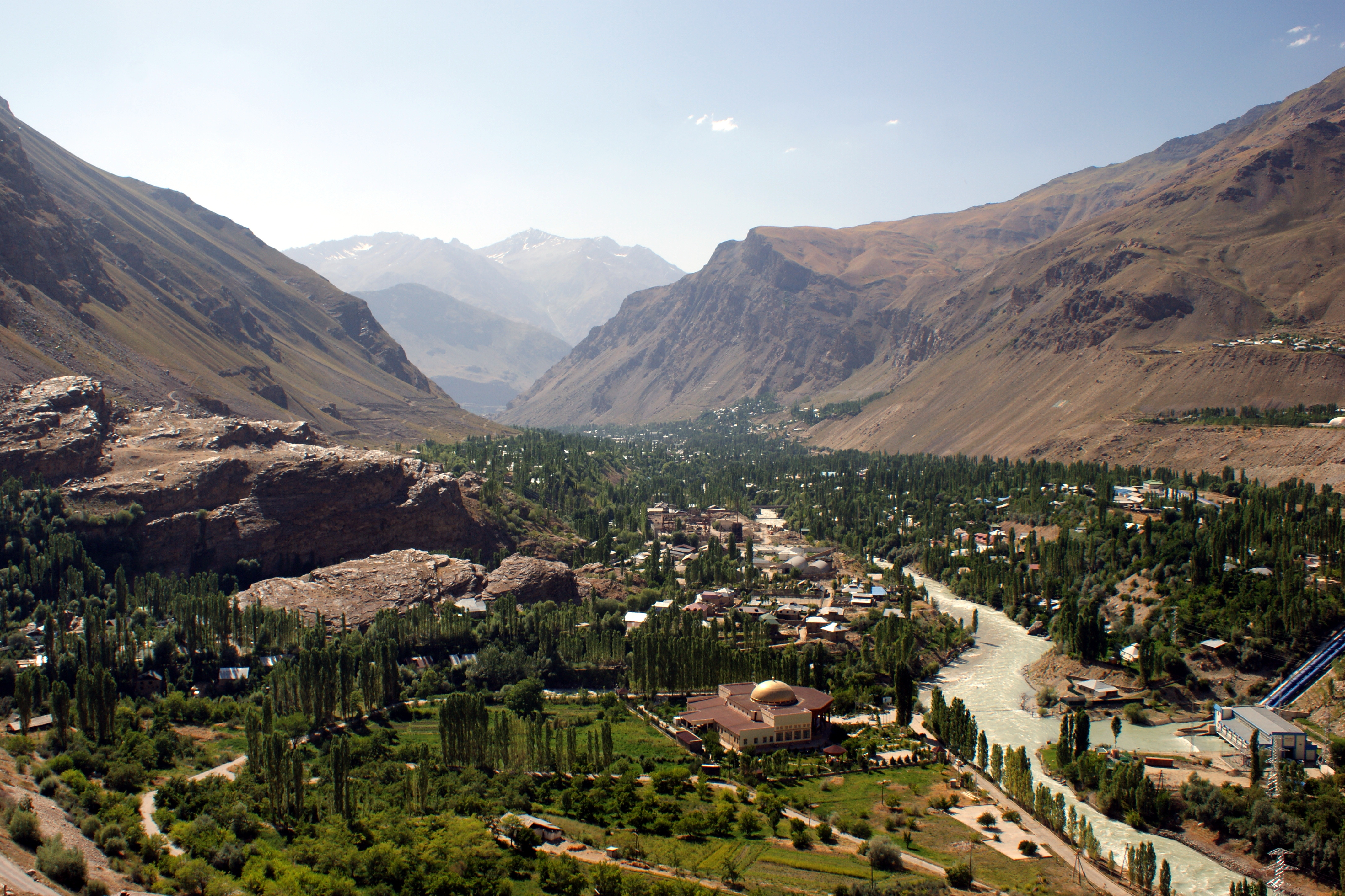
Vista de Khorugh en Tayikistán

La lengua estatal (nacional) (tayiko: забони давлатӣ, ruso: государственный язык) de la República de Tayikistán es el tayiko, que se escribe en alfabeto cirílico tayiko. Varios lingüistas reconocen que la lengua tayika es una variante de la lengua persa (o farsi). Por eso, los tayikos no tienen problemas para comunicarse con los persas de Irán y los dari de Afganistán. Varios millones de hablantes nativos de tayiko viven también en el vecino Uzbekistán y en Rusia.
Según el artículo 2 de la Constitución de la República de Tayikistán, el ruso está reconocido como la segunda lengua oficial de Tayikistán; la lengua oficial de comunicación interétnica (ruso: язык межнационального общения; tayiko: забони муоширати байни миллатҳо) en el país. El ruso había perdido anteriormente su estatus oficial tras la independencia de Tayikistán a finales de 1991, que luego se restableció con la Constitución.
Aproximadamente el 90% de la población de Tayikistán habla ruso en varios niveles. Las variedades de ruso habladas en Tayikistán son denominadas por los estudiosos como ruso tayiko (istani) y comparte algunas similitudes con el ruso uzbeko(istani), como las diferencias morfológicas y las diferencias léxicas como el uso de las palabras урюк para un albaricoque silvestre o кислушка para el ruibarbo.

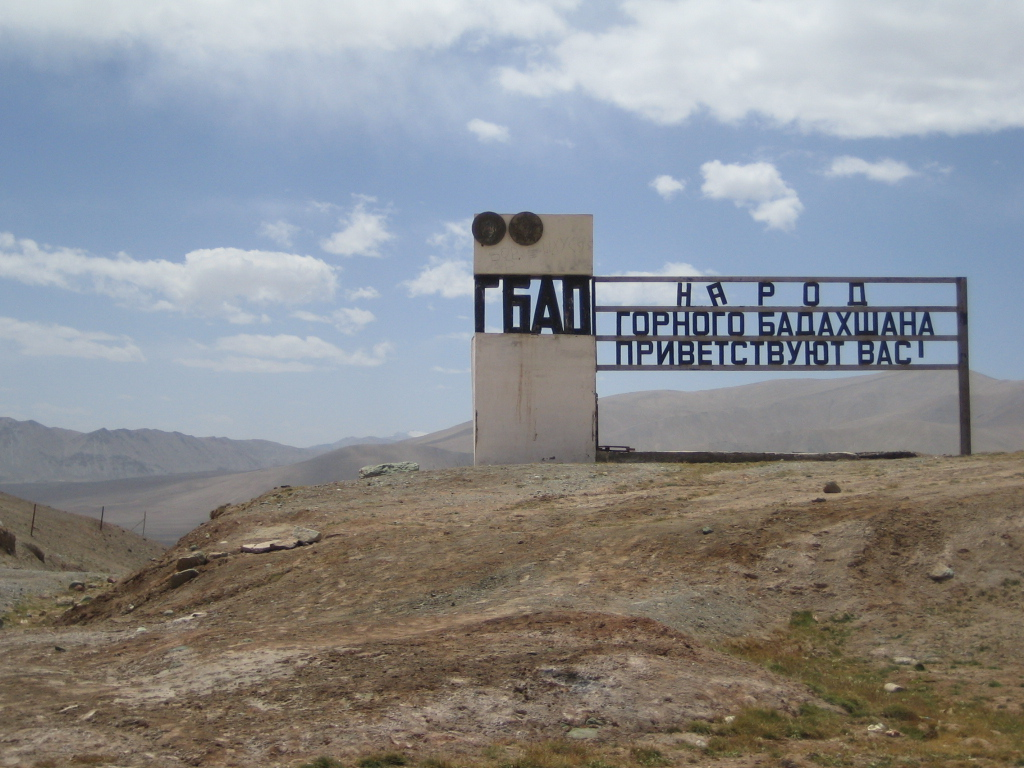
Un Cartel de Bienvenida en Tayikistán escrito en Alfabeto Cirílico

Anteriormente, desde la creación de la RSS de Tayikistán hasta que el tayiko se convirtió en la lengua oficial de la República Socialista Soviética de Tayikistán el 22 de julio de 1989, la única lengua oficial de la república era el ruso, y la lengua tayika sólo tenía el estatus de «lengua nacional».
Tanto los hablantes de ruso como los de tayiko en el país utilizan las siguientes palabras en común al dirigirse a personas desconocidas y conocidos.
La parte más culta de la población de Tayikistán, así como los intelectuales, prefieren hablar ruso y persa, cuya pronunciación en Tayikistán se denomina «estilo iraní».
Después del ruso, el uzbeko es la segunda lengua más hablada en Tayikistán. Los hablantes nativos de uzbeko viven en el norte y el oeste de Tayikistán. En cuarto lugar (después del tayiko, el ruso y el uzbeko) por número de hablantes nativos se encuentran varias lenguas del Pamir, cuyos hablantes nativos viven en la región autónoma de Kuhistani Badakshshan. La mayoría de los zoroastrianos de Tayikistán hablan una de las lenguas pamir. Los hablantes nativos de la lengua kirguís viven en el norte de la Región Autónoma de Kuhistani Badakshshan. Los hablantes de la lengua yagnobi viven en el oeste del país. En Tayikistán también se habla mucho la lengua parya de los romaníes (gitanos de Asia Central). Tayikistán también cuenta con pequeñas comunidades de hablantes nativos de persa, árabe, pastún, armenio, azerbaiyano, tártaro, turcomano, kazajo, chino y ucraniano.
Entre las lenguas extranjeras, la más popular es el inglés, que se enseña en las escuelas de Tayikistán como una de las lenguas extranjeras. Algunos jóvenes, así como los que trabajan en el sector turístico de Tayikistán, hablan inglés a distintos niveles. Entre las lenguas europeas, también hay algunos hablantes nativos de alemán y francés. Entre la población uzbeka, muchos aprenden turco, además de ruso.

### Religión
El islam suní de la escuela Hanafí ha sido reconocido oficialmente por el gobierno desde 2009. Tayikistán se considera un estado secular con una Constitución que establece la libertad de religión. El Gobierno ha declarado dos días festivos islámicos, Eid ul-Fitr y Eid al-Adha, como feriados estatales. Según un comunicado del Departamento de Estado de los Estados Unidos y un grupo de investigación de Pew, la población de Tayikistán es 98% musulmana. Aproximadamente el 87-95% de ellos son suníes y aproximadamente el 3% son chiitas, mientras que aproximadamente el 7% son musulmanes no confesionales. El 2% restante de la población son seguidores de la ortodoxia rusa, el protestantismo, el zoroastrismo y el budismo. La gran mayoría de los musulmanes ayunan durante el Ramadán, aunque solo alrededor de un tercio en el campo y un 10% en las ciudades observan la oración diaria y las restricciones dietéticas.
Los judíos de Bujará habían vivido en Tayikistán desde el siglo II a. C., pero hoy casi no quedan. En la década de 1940, la comunidad judía de Tayikistán contaba con casi 30 000 personas. La mayoría eran judíos bujarianos de habla persa que habían vivido en la región durante milenios junto con los judíos asquenazíes de Europa del Este que se asentaron allí en la era soviética. La población judía ahora se estima en menos de 500, aproximadamente la mitad de los cuales viven en Dusambé.
Las relaciones entre grupos religiosos son en general amistosas, aunque existe cierta preocupación entre los principales líderes musulmanes de que los grupos religiosos minoritarios socavan la unidad nacional. Existe la preocupación de que las instituciones religiosas se vuelvan activas en la esfera política. 
El Partido del Renacimiento Islámico (IRP), un combatiente importante en la Guerra Civil de 1992-1997 y luego defensor de la creación de un estado islámico en Tayikistán, no constituye más del 30% del gobierno por estatuto. La membresía en Hizb ut-Tahrir, un partido militante islámico que hoy apunta a derrocar a los gobiernos seculares y la unificación de los tayikos bajo un solo estado islámico, es ilegal y los miembros están sujetos a arresto y encarcelamiento. El número de grandes mezquitas apropiadas para las oraciones del viernes es limitado y algunos consideran que esto es discriminatorio.
Por ley, las comunidades religiosas deben registrarse en el Comité Estatal de Asuntos Religiosos (SCRA) y con las autoridades locales. La inscripción en el SCRA requiere una carta constitutiva, una lista de 10 o más miembros y evidencia de la ubicación del sitio de oración de aprobación del gobierno local. 

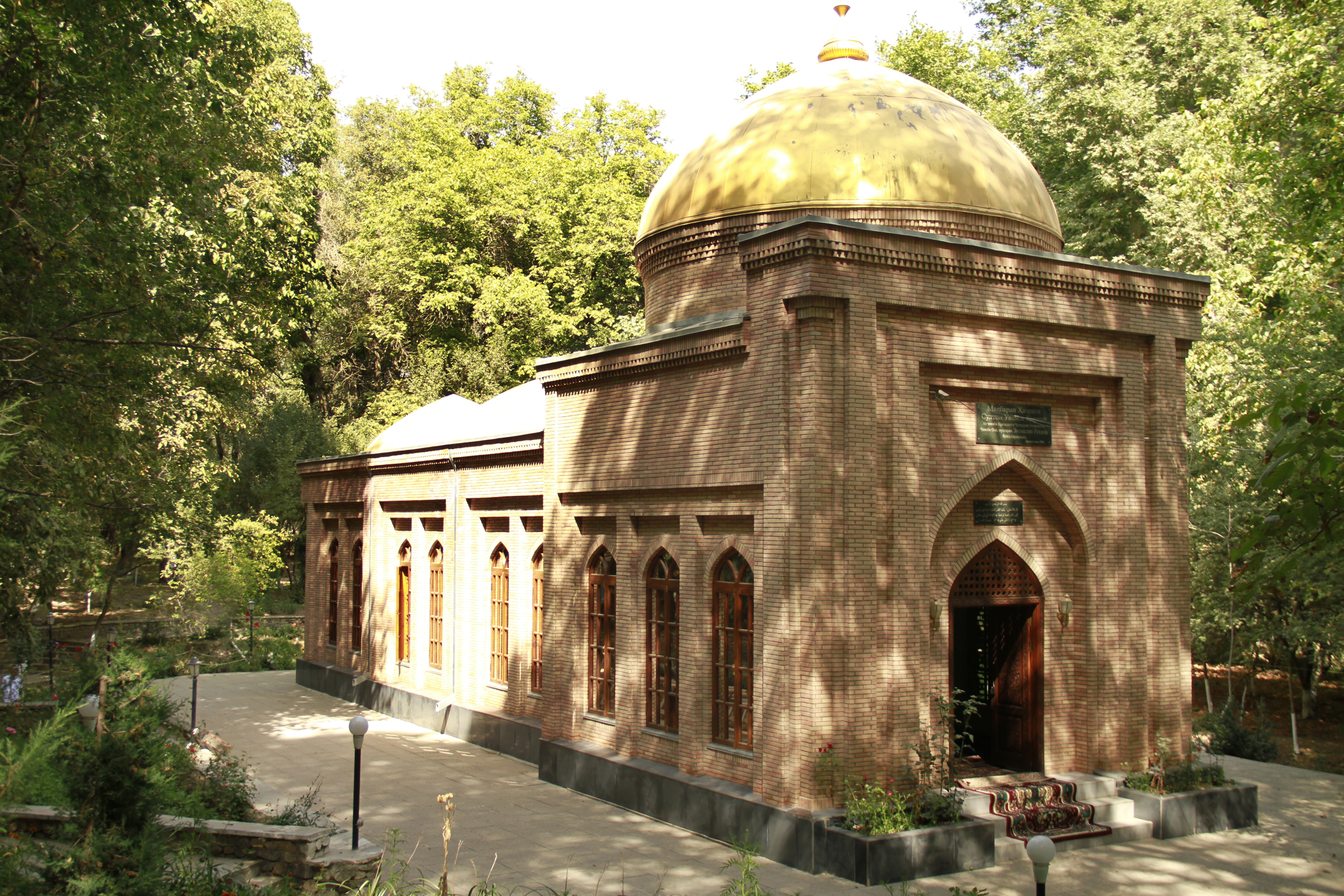
Lugar de descanso del sultán Uwais Qarani

Los grupos religiosos que no tienen una estructura física no pueden reunirse públicamente para orar. La falta de registro puede resultar en grandes multas y el cierre del lugar de culto. Hay informes de que el registro en el nivel local a veces es difícil de obtener. Las personas menores de 18 años también están excluidas de la práctica religiosa pública.
A partir de enero de 2016, como parte de una «campaña contra la radicalización», la policía en la región de Khatlon afeitó la barba de 13 000 hombres y cerró 160 tiendas que vendían el hijab. Afeitarse las barbas y desalentar a las mujeres para que no usen el hiyab es parte de una campaña del gobierno que apunta a las tendencias que se consideran «ajenas e inconsistentes con la cultura tayika» y «preservar las tradiciones seculares».

### Educación
A pesar de su pobreza, Tayikistán tiene una alta tasa de alfabetización debido al antiguo sistema soviético de educación gratuita, estimándose que el 99,8% de la población sabe leer y escribir.

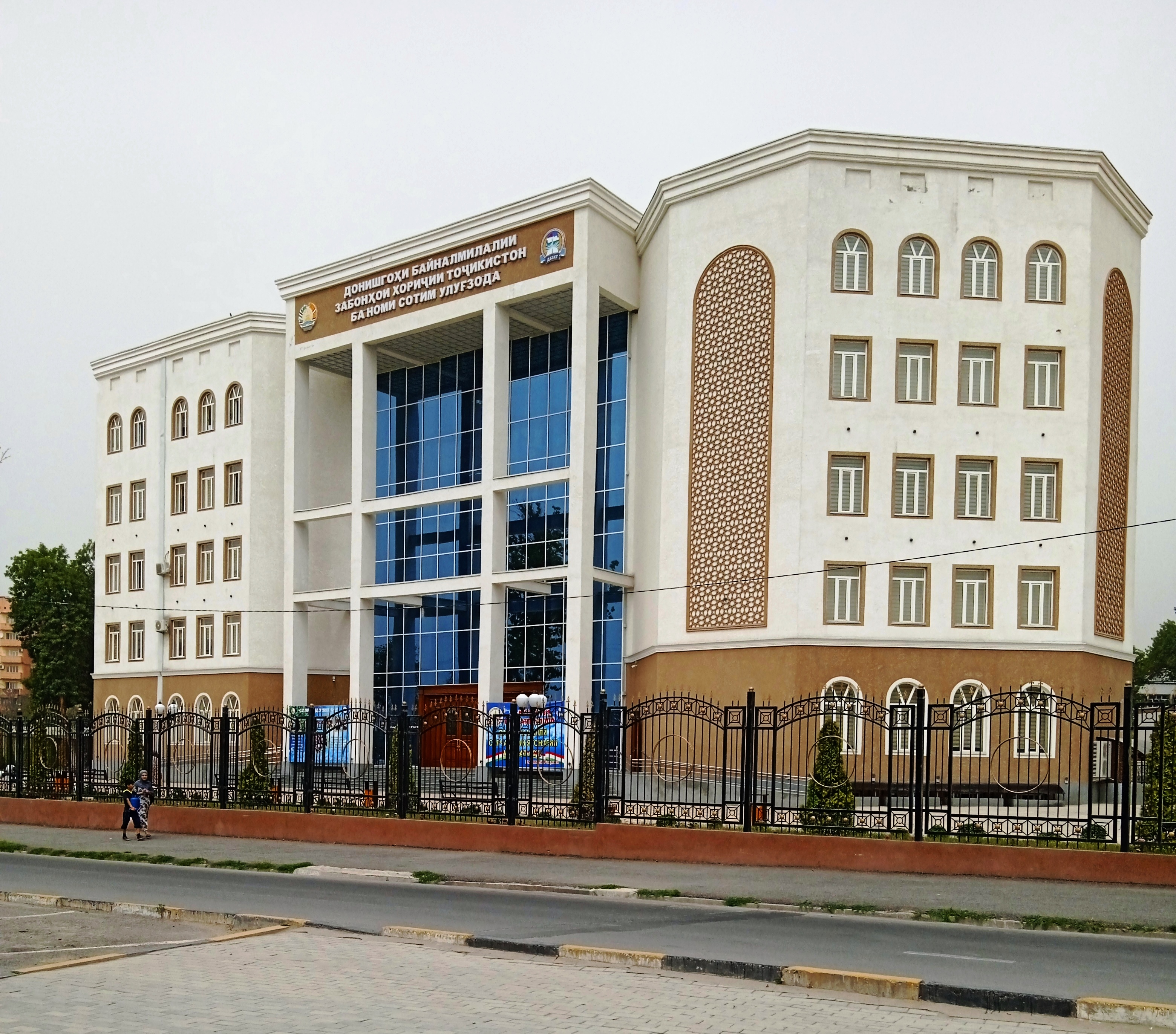
Edificio de la Universidad Internacional de Lenguas Extranjeras de Tayikistán, en Dusambé.

La educación pública en Tayikistán consta de 11 años de educación primaria y secundaria, pero el gobierno planea implementar un sistema de 12 años en 2016. Hay un número relativamente grande de instituciones de educación terciaria, incluyendo la Universidad Estatal de Khujand, que cuenta con 76 departamentos en 15 facultades, la Universidad Estatal de Derecho, Negocios y Política de Tayikistán, la Universidad Estatal de Khorugh, la Universidad Agrícola de Tayikistán, la Universidad Nacional de Tayikistán y varias otras instituciones.
La mayoría de las universidades, aunque no todas, se crearon durante la era soviética. En 2008, la tasa de matriculación en educación terciaria era del 17%, significativamente inferior a la media subregional del 37%, aunque superior a la de cualquier otro país de renta baja después de Siria. Muchos tayikos abandonaron el sistema educativo debido a la escasa demanda en el mercado laboral de personas con una amplia formación educativa o aptitudes profesionales.
El gasto público en educación fue relativamente constante entre 2005-2012 y fluctuó entre el 3,5% y el 4,1% del PIB, significativamente por debajo de la media del 6% de la OCDE. Naciones Unidas informó de que el nivel de gasto era «muy insuficiente para satisfacer las necesidades del sistema educativo del país, que tiene grandes carencias».

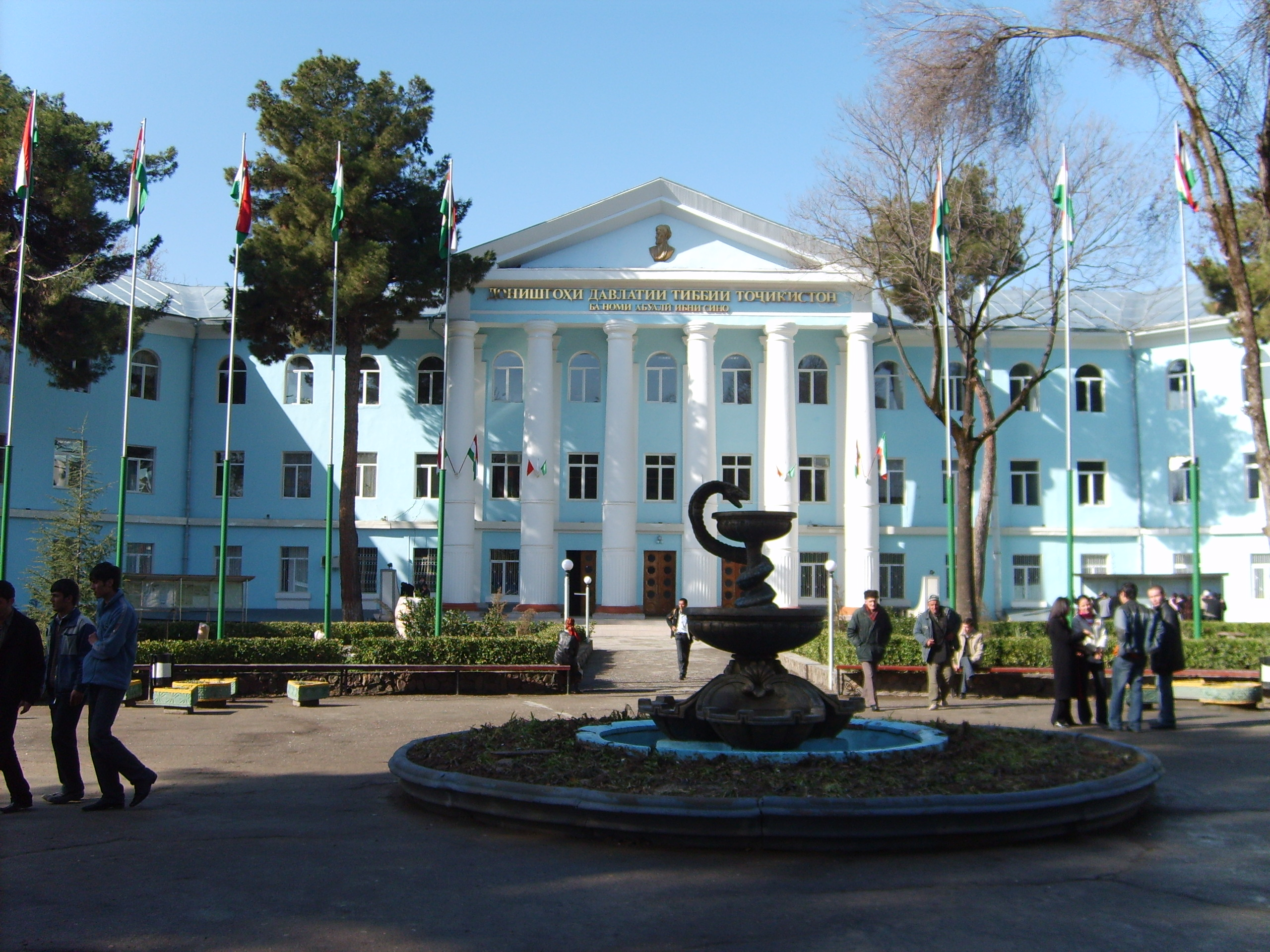
Universidad Médica Estatal Abul Sino de Tayikistán (Донишгоҳи давлатии тиббии Тоҷикистон)

Según una encuesta apoyada por UNICEF, alrededor del 25% de las niñas en Tayikistán no completan la educación primaria obligatoria debido a la pobreza y los prejuicios de género, aunque la alfabetización es generalmente alta en Tayikistán. Las estimaciones de niños no escolarizados oscilan entre el 4,6% y el 19,4%, siendo la gran mayoría niñas.
En septiembre de 2017, la Universidad de Asia Central puso en marcha su segundo campus en Khorog, Tayikistán, ofreciendo especializaciones en Ciencias de la Tierra y Medioambientales y Economía. Tayikistán ocupó el puesto 103 en el Índice Global de Innovación en 2021, por debajo del puesto 100 en 2019.
La ciencia en el territorio de Tayikistán alcanzó un gran éxito ya en la Edad Media, pero las organizaciones científicas actuales se crearon en el período soviético. Durante el período de la independencia, la esfera científica experimentó una grave crisis: el número anual de solicitudes de patentes de invención disminuyó en 1994-2011 de 193 a 5. Una importante contribución a la ciencia la realizan las universidades, donde en 2011 trabajaban 6707 investigadores, de los cuales 2450 tenían títulos académicos.

### Salud
A pesar de los repetidos esfuerzos del gobierno tayiko por mejorar y ampliar la atención sanitaria, el sistema sigue siendo deficiente y con escasez de suministros médicos. El Ministerio de Trabajo y Bienestar Social informó de que en Tayikistán hay 104.272 discapacitados registrados (2000). Este grupo de personas es el que más sufre la pobreza en Tayikistán. El gobierno de Tayikistán y el Banco Mundial consideraron actividades de apoyo a esta parte de la población descritas en el Documento de Estrategia de Reducción de la Pobreza del Banco Mundial. El gasto público en sanidad fue del 1% del PIB en 2004.
La esperanza de vida al nacer se estimó en 69 años en 2020. La tasa de mortalidad infantil fue de aproximadamente 30,42 muertes por cada 1000 niños en 2018. En 2014, había 2,1 médicos por cada 1000 personas, más que cualquier otro país de bajos ingresos después de Corea del Norte.
Tayikistán ha experimentado un fuerte descenso en el número de camas de hospital per cápita tras la disolución de la URSS (desde 1992), aunque el número todavía se mantiene relativamente en 4,8 camas por cada 1000 personas, muy por encima de la media mundial de 2,7 y uno de los más altos entre otros países de bajos ingresos.
Según el Banco Mundial, el 96% de los partos son atendidos por personal sanitario cualificado, cifra que ha aumentado desde el 66,6% de 1999.
En 2010 el país sufrió un brote de polio que causó más de 457 casos de polio en niños y adultos y provocó 29 muertes antes de ser controlado.
En el verano de 2021, el coronavirus hizo estragos en el país y, al parecer, la hermana del presidente tayiko murió en un hospital a causa del virus COVID-19. Según los medios de comunicación locales, los hijos de la hermana del presidente agredieron físicamente al ministro de Sanidad y a un médico jefe.

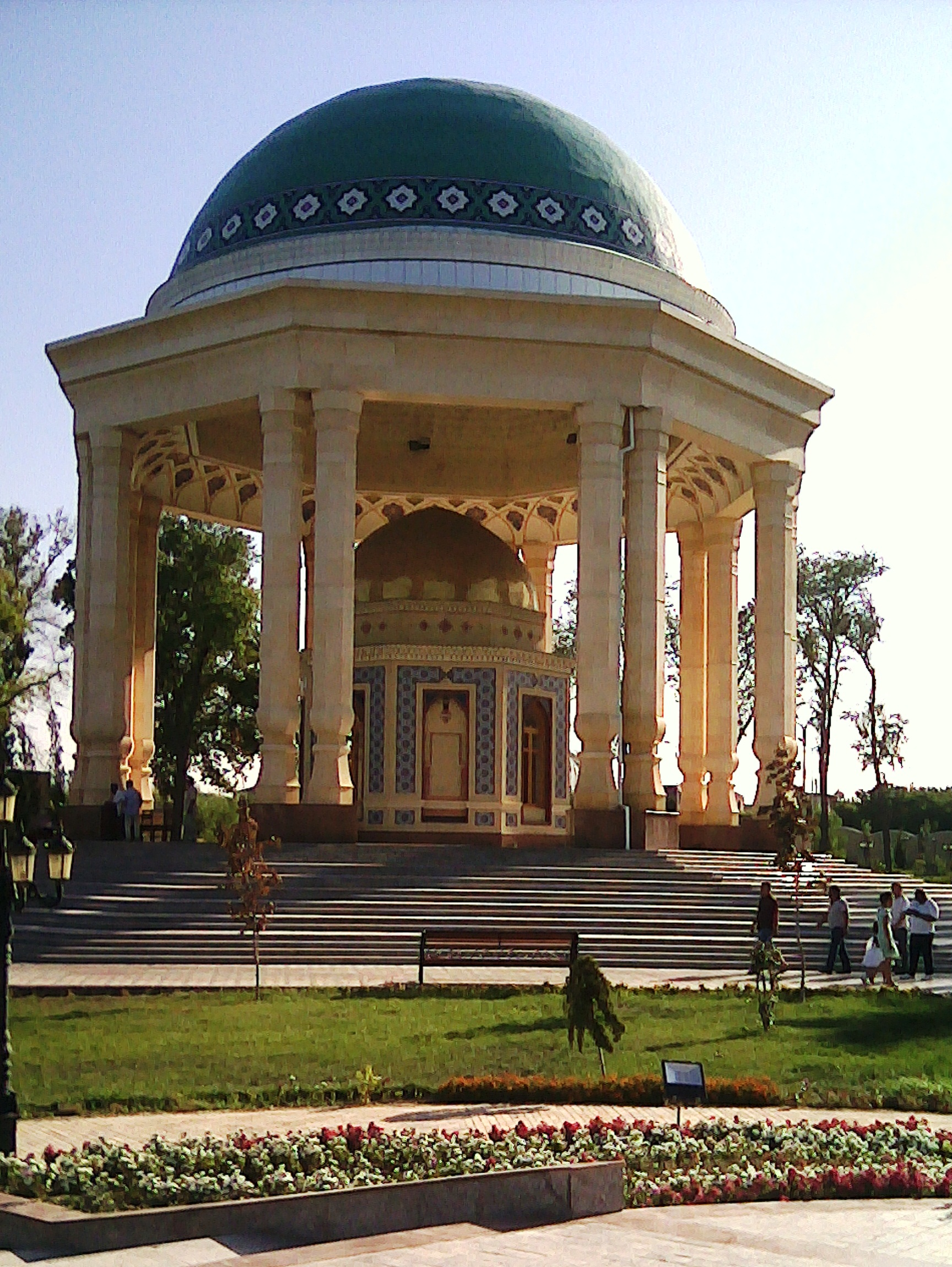
Mausoleo en Khujand

## Cultura
La cultura de Tayikistán fue originalmente compartida con la de Uzbekistán, pero durante la era comunista la fábrica cultural de la región fue interrumpida por el liderazgo soviético, el cual impuso fronteras artificiales y la noción de 'estado-nación'- algo que no existía hasta ese momento. Esto no ha sido completamente negativo, ya que a Tayikistán se la conoció por su pasión por el teatro y por sus novelistas famosos durante la era soviética. Entre estos escritores hubo individuos que trataron de purificar el idioma tayiko atándolo más con el persa y eliminando las palabras prestadas del árabe.
El tayiko es el único idioma reconocido oficialmente por la Constitución del país. Sin embargo el uzbeko está muy extendido, y gran parte de la población sigue empleando el ruso, reconocido como idioma interétnico y que se sigue enseñando en las escuelas.

La mayor parte de los ciudadanos de Tayikistán son musulmanes. El impacto del islam ha crecido en años recientes, y fue un lazo fuerte durante los años de lucha contra la Unión Soviética y durante su guerra civil. Históricamente, mucha de la cultura tayika está ligada a la de Persia, ya que a través de los siglos dicho imperio ocupó esta región dándole vida a escritores, científicos y poetas persas tales como Ibn Sina, Firdusi, Rudaki, y Omar Khayyam. Las denominaciones cristianas más grandes de acuerdo con la Enciclopedia Cristiana Mundial son la Iglesia ortodoxa rusa, la Iglesia luterana reformada y la Iglesia ortodoxa ucraniana.

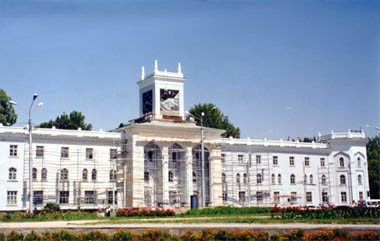
Museo de Dusambé.

### Música
La música Tayika está cercanamente relacionada con la música uzbeca y otras formas de música de Asia Central. La música clásica es llamada shashmaqam, la cual es muy similar a la música uzbeca. El área sur de Tayikistán tiene una forma muy distintiva en su música típica llamada falak, la cual se toca para celebrar bodas, circuncisiones y otras ocasiones de importancia cultural.
La música tradicional tayika es normalmente dividida en tres estilos, el Pamir en Gorno Badajshan, el Kuhistoni en Hisor, Kulob y Garm, y el estilo norteño de Sogdiana; el último es parte de la misma cultura musical a la que pertenecen las regiones adyacentes de Uzbekistán. Hay muchos tipos de canciones, ambas líricas e instrumentales, incluyendo canciones de trabajo, canciones ceremoniales, música funeraria, música de bodas, y épicas musicales, especialmente celebrando la leyenda heroica de Gurugli.

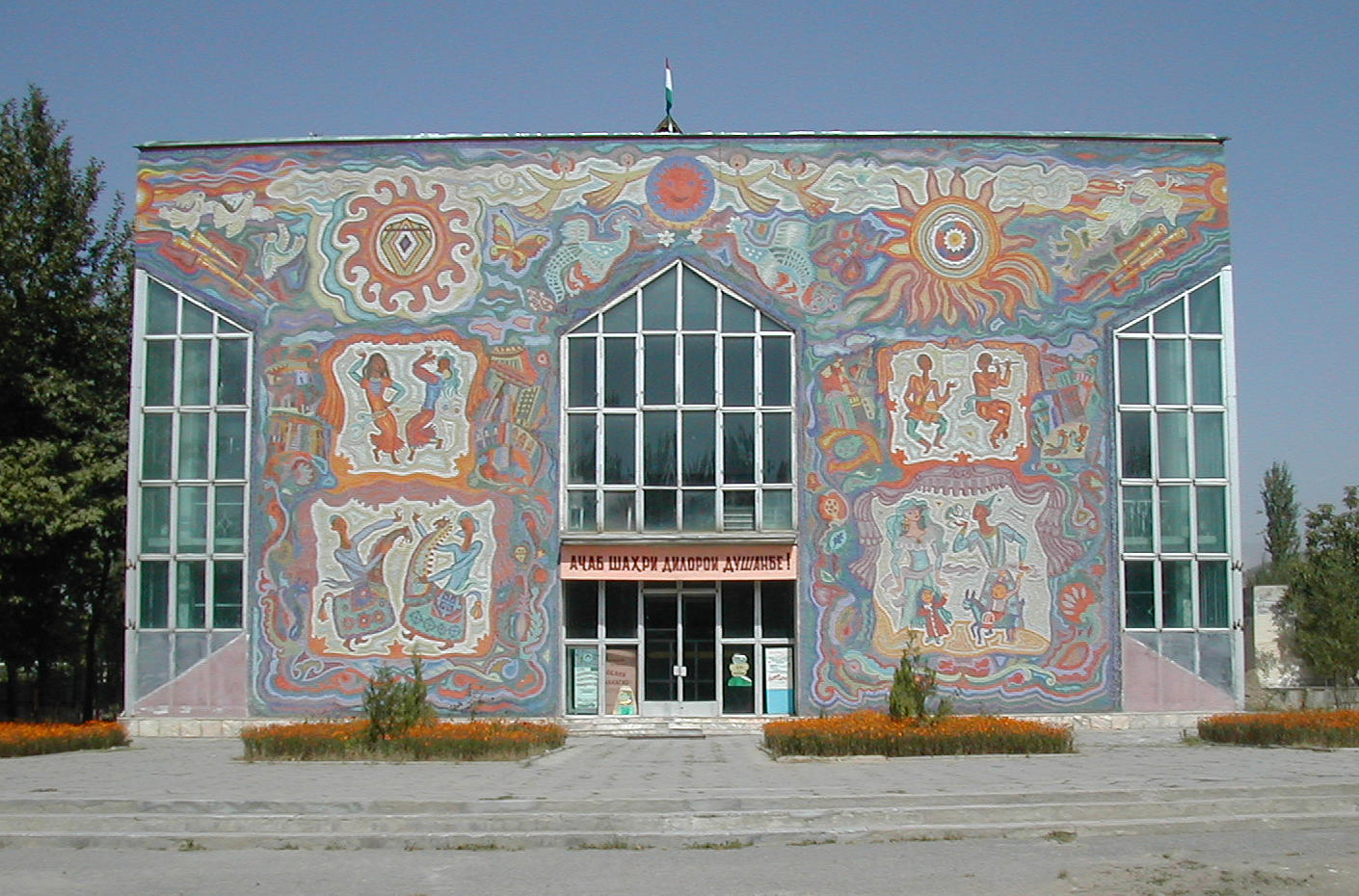
Teatro de Dusambé.

El Garibi es la canción de un extraño, una innovación de trabajadores pobres de campo del siglo XX y otros trabajadores que tuvieron que dejar su patria.
Badajshán es una región habitada por ismaelíes pamiris, conocidos por su poesía espiritual cantada. Los laúdes son una parte intrínseca de la música pamiri.

### Cine
La industria cinematográfica de Tayikistán data de 1929. El primer estudio cinematográfico oficial, llamado Tajikkino (más tarde rebautizado como Tajikfilm), comenzó a funcionar en 1930. La primera película realizada fue obra de Lydia Pechorina (Cuando mueran los emires) en 1932. En 1935, Tajikkino empezó a producir películas con voz en off.
Es a partir de 1956, con Boris Kimyagarov y su Dojunda, cuando se puede hablar de un verdadero cine tayiko. Kimyagarov fue la figura dominante hasta su muerte en 1979. Ejemplo de su  éxito son Las hazañas de Rustam (1971), La leyenda de Rustam y Siavoush y La leyenda de Smith Kova, basadas en historias del Shāhnāmé de Ferdousí. 
Algunos expertos consideran que 1970-80 fue la edad de oro de Tajikfilm. Subvencionado por el gobierno, el estudio pudo producir unos seis largometrajes al año.
Otros grandes largometrajes son Primera mañana de la adolescencia (Юнности Первое Утро), que narra la vida de la gente que vivía en Badajshán a principios del Imperio Soviético, cuando su ejército aún luchaba contra el movimiento Basmachi y una trilogía Nuevos cuentos de Shaherizada, basada en los cuentos árabes Las mil y una noches.
Entre los productores tayikos más destacados se encuentran Valeriy Ahadov y Davlat Khudoynazarov.

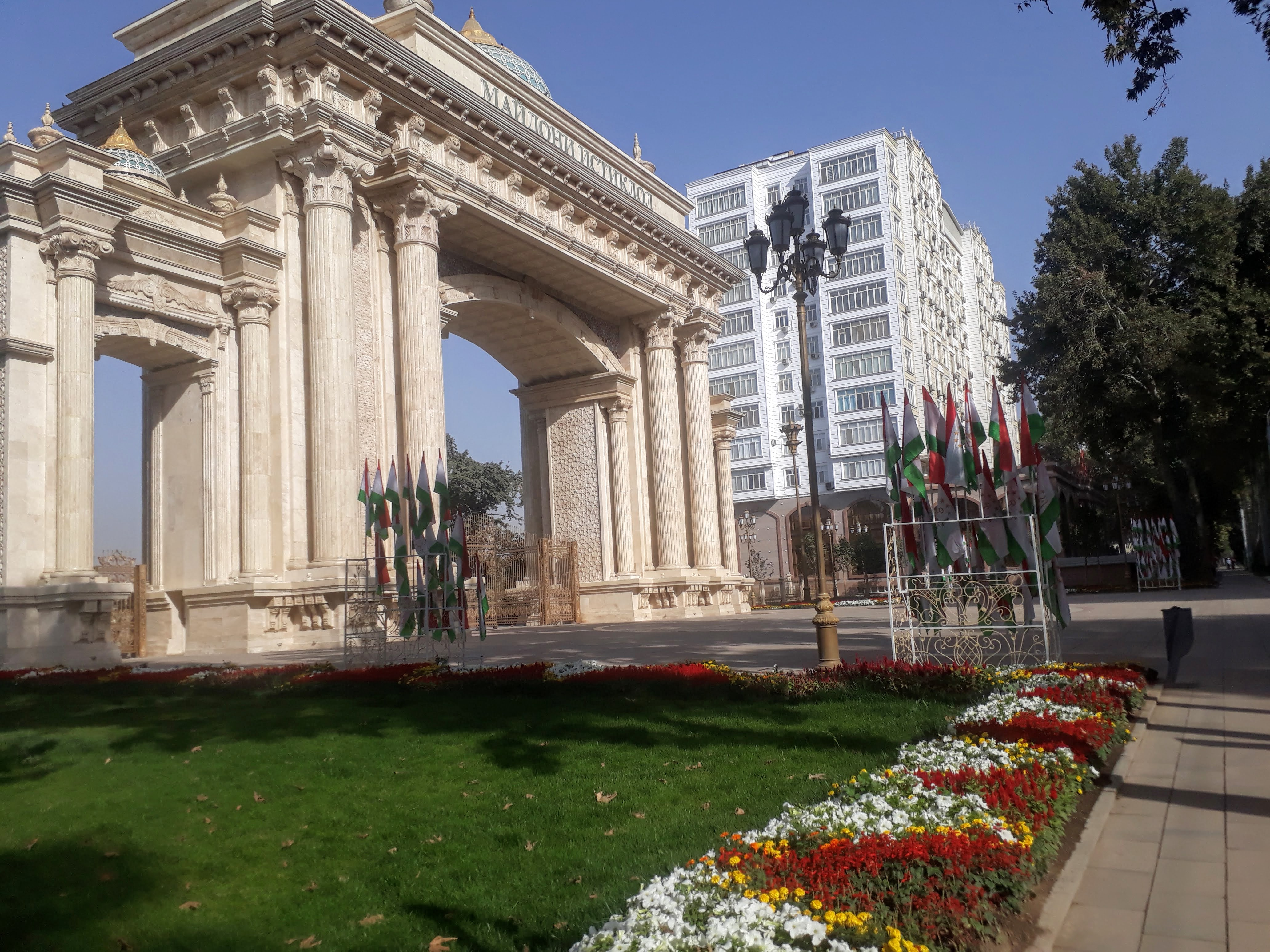
Monumento por la independencia de Tayikistán

Tras la desintegración de la Unión Soviética y la guerra civil en Tayikistán (1992-1997), el cine tayiko fue a menos. El estudio sobrevivió principalmente aceptando pequeños encargos extranjeros, y sólo produjo unas pocas películas propias. La película de Mohsen Makhmalbaf Sex & Philosophy, de 2005, se ambientó y produjo en Tayikistán, al igual que la película Angel on the Right, de Jamshed Usmonov, de 2002. Otras películas tayikas producidas en las dos últimas décadas son: Kosh ba Kosh (1993), Business trip (1998, documental) y Luna Papa (1999, un proyecto conjunto de Tajikfilm con algunos homólogos de Alemania, Austria, Suiza, Japón y Rusia).

### Arte
El bordado chakan es la práctica de coser imágenes simbólicas en algodón o seda con hilos de colores brillantes, que representan imágenes mitológicas, la naturaleza o el cosmos. Se bordan en prendas de vestir y en objetos domésticos comunes, como cortinas, colchas y almohadas.Los artículos chakan son una parte importante de las ceremonias matrimoniales: la novia lleva una camisa chakan y el novio un gorro bordado llamado «tāqi». Las mujeres y niñas tayikas suelen vestir prendas chakan durante los festivales y fiestas nacionales.

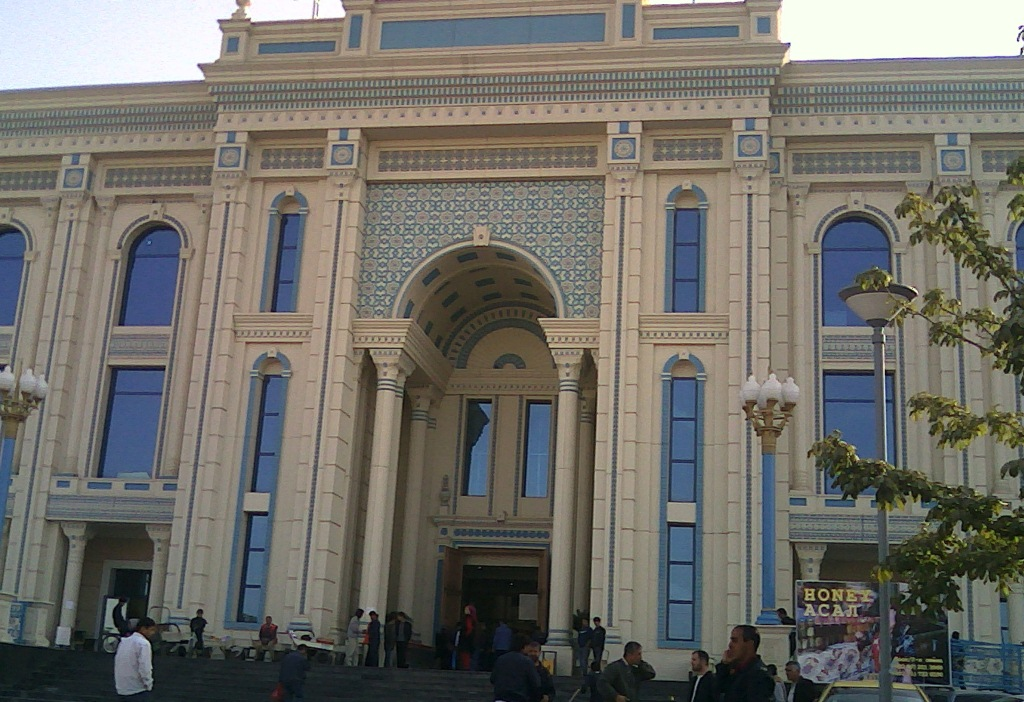
El Mercado Mekhrgon en Dusambé

Las mujeres elaboran esta forma de arte individualmente o en grupo Cuando trabajan individualmente, las artesanas reciben ayuda de sus hijas y otros miembros de la familia. En un entorno comunitario, las artesanas se reúnen en una casa, reciben instrucciones de la más experimentada y se les asigna una tarea individual para el proceso.Estas tareas pueden incluir el diseño de imágenes, el corte de telas, el bordado, la costura de prendas y la toma de pedidos para la venta de los productos. 
Los productos creados por estas artesanas se venden en bazares o tiendas de ropa, lo que supone una importante fuente de ingresos.La práctica del bordado Chakan se transmite de una generación de mujeres a la siguiente, para garantizar que la práctica siga prosperando. Una artesana transmitirá sus conocimientos a su hija, su nieta y su nuera.El bordado chakan también puede aprenderse en grupo con una artesana experta, lo que se conoce como el método «ustod-shogird» o «maestro-alumno».
En 2018, el bordado Chakan fue inscrito en la Lista Representativa del Patrimonio Cultural Inmaterial de la Humanidad de la UNESCO.

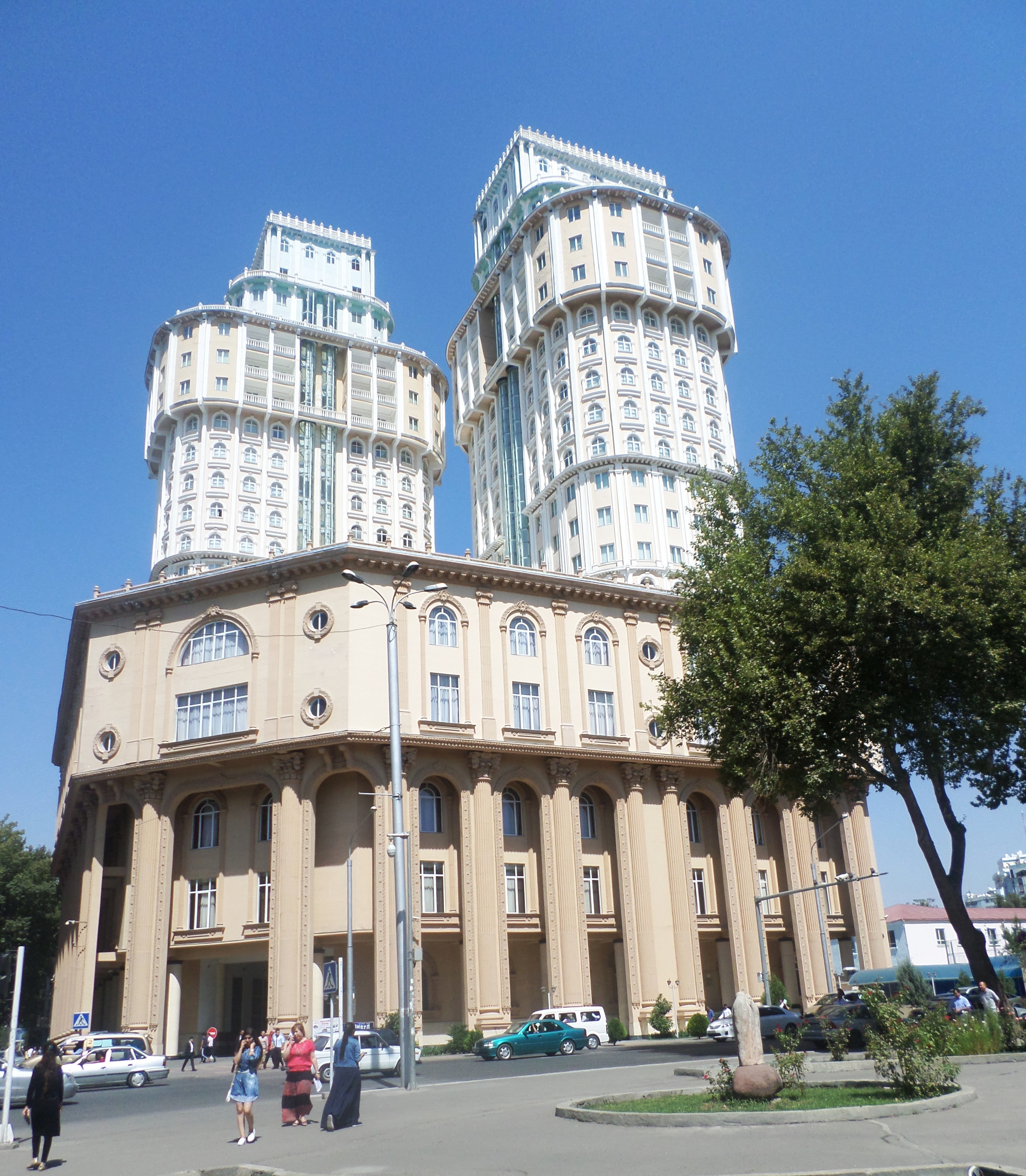
Edificio Dushanbe Plaza en la ciudad de Dusambé

### Arquitectura
La arquitectura en Tayikistán tiene semejanzas con la de otros países de Asia Central con influencias islámicas, soviéticas y modernas. 
En Dushanbe, la capital de Tayikistán, hay un esfuerzo patrocinado por el Estado para desarrollar la arquitectura y los monumentos conmemorativos con el fin de construir la identidad nacional. La ciudad fue conocida como Stalinabad de 1931 a 1961 en honor a José Stalin. Los edificios de la época soviética de la ciudad están siendo derribados sistemáticamente y sustituidos por edificios modernos.
La oficina central de correos de Dushanbe ha sido arrasada para dar paso a un nuevo rascacielos. En 2002 se construyó el Palacio de las Naciones, residencia oficial del Presidente de Tayikistán. Frente al Palacio de las Naciones se encuentra el mástil de la bandera de Dushanbe que, con 165 m, era el más alto del mundo antes de que este título fuera arrebatado por el mástil de la bandera de Jeddah, en Arabia Saudita. Inaugurada oficialmente en 2012, la Biblioteca Nacional de Tayikistán es la mayor biblioteca de Asia Central y se ha construido para que parezca un libro abierto. La biblioteca también está cerca del Museo Nacional de Tayikistán, inaugurado en 2011 por el presidente de Tayikistán y que cuenta con 22 espacios de exposición con una superficie de más de 15.000 metros cuadrados. Estos edificios conforman el «complejo del capitolio», que se trasladó de la avenida Rudaki (antes conocida como Lenin Prospekt) intencionadamente, a una zona verde adyacente al río Dushanbinka. En Tayikistán, la influencia de la arquitectura soviética puede apreciarse en el Aeropuerto Internacional de Dusambé, el aeropuerto que da servicio a la capital, Dushanbé. La terminal de la foto fue inaugurada en 1964 y se caracteriza por el uso de materiales de vidrio modernos y un tejado plano. Otro ejemplo en Dushanbé es el Palacio de Conciertos de Dushanbé, diseñado por Sergo Sutyagin. Terminado en 1984, esta estructura presenta un tejado plano, una ornamentación mínima y un diseño coherente con la arquitectura soviética-

### Literatura
La literatura tayika y su historia están ligadas a la estandarización de la lengua tayika. Los centros literarios tayikos son las ciudades de Bujará y Samarcanda, actualmente en Uzbekistán pero con mayoría de población tayika, y Balkh y Herat, en Afganistán.
Durante la época soviética, la principal producción literaria fue de carácter realista socialista.
Tres escritores dominaron la primera generación de la literatura tayika soviética. Sadriddin Aini (1878-1954), escritor y educador jadidista que se hizo comunista, comenzó como poeta pero escribió principalmente prosa en la era soviética. Entre sus obras destacan tres grandes novelas que tratan temas sociales de la región y memorias que describen la vida en el janato de Bukhoro. Aini fue el primer presidente de la Academia de Ciencias de Tayikistán.

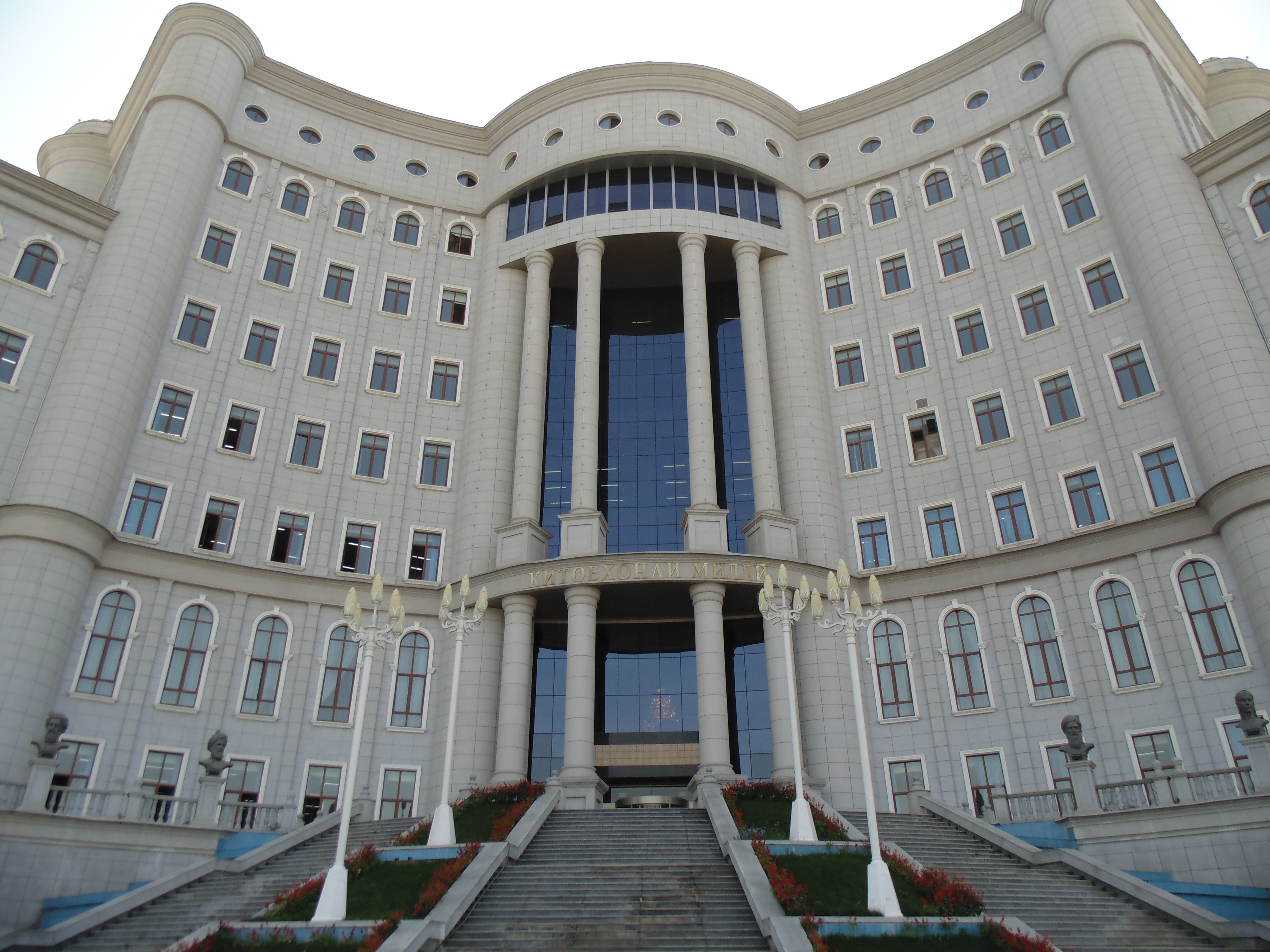
Biblioteca nacional de Tayikistán

Abu l-Qasem Lahuti (1887-1957; en tayiko, Abdulqosim Lohuti) fue un poeta iraní que emigró a la Unión Soviética por motivos políticos y acabó estableciéndose en Tayikistán. Escribió poesía lírica y versos «realistas socialistas». Otro poeta, Mirzo Tursunzoda (1911-1977), recopiló literatura oral tayika, escribió poesía propia sobre el cambio social en Tayikistán y produjo varias obras sobre temas políticos populares del momento. Desde la generación que incluyó a estos tres escritores, Tayikistán ha producido numerosos poetas, novelistas, cuentistas y dramaturgos.
Otros escritores notables durante el periodo soviético son Satim Ulugzade (1911-1997), Karim Hakim (1905-1942), Pairov Sulaimoni (1899-1933), Rozia Ozod (1893-1957), Aminjan Shokuhi (1923-??), Mohammad Jan Rahimi (1901-??), Bobo Yunas (1885-1945), Habibulo Nazarov (1907-??), Abdul Salem Dehim (1907-??) y otros. ), Abdul Salem Dehati (1911-??), Baki Rahim Zadeh (1910-??), Rahim Jalil (1909-??), Jalal Ekrami (1909-??), Aminzadeh Mohiedin (1904-??), Juhari Zadeh (1909-??), Mohammad Jan Rahimi (1901-??). ), Juhari Zadeh Sohayli (1900-??), Faizollah Ansari (1931-??), Mirzo Ghafar (1929-??), Mir Shakar (1912-??), Mohiadin Farhat (1924-??) y Ahmad Danesh.

### Televisión y radio
La televisión apareció en el territorio de Tayikistán el 3 de octubre de 1959, cuando empezó a emitir la «Televisión de Stalinabad», que más tarde pasó a llamarse «Televisión Tayika». En la época soviética, los residentes de la RSS de Tayikistán disponían de 4 canales de televisión: Primer Programa (Moscú), Cuarto Programa (Moscú), Televisión Tayika (Dushanbé) y Televisión Uzbeka (Tashkent).
Los canales de televisión y las emisoras de radio del país están controlados en mayor o menor medida por el «Comité Estatal de Radiodifusión y Televisión de la República de Tayikistán». En noviembre de 2018, operaban en Tayikistán 34 empresas de televisión: 8 republicanas, 2 metropolitanas y 24 regionales. De ellas, 20 son independientes y las 14 restantes estatales. Todos los canales de televisión privados del país emiten a nivel regional, mientras que solo 8 canales de televisión estatales emiten a nivel nacional en todo el país: Tayikistán (TVT), Jahonnamo, TV Safina (TVS), TV Baharistan (TVB), Sinamo, Varzish TV y TV Football. 
Todos estos canales no están organizados bajo una emisora estatal común y funcionan independientemente unos de otros. Alrededor del 48% de los habitantes de Tayikistán tienen antenas parabólicas en sus casas, a través de las cuales los tayikos ven canales de televisión extranjeros, sobre todo de Rusia, Uzbekistán (principalmente uzbekos y tayikos uzbekoparlantes), Kirguistán, Irán y Afganistán (tayikos, iraníes y afganos se entienden en su idioma). También hay televisión por cable en el país. Tayikistán planea una transición completa a la televisión digital en 2020.
La radio apareció en el territorio de Tayikistán en 1932. Actualmente hay varias emisoras de radio independientes y estatales que emiten en tayiko, ruso, uzbeko y kirguís. La emisora internacional de Tayikistán Ovozi Tojik (La voz del tayiko) emite en varios idiomas. En las zonas fronterizas del país se reciben emisoras de radio de Uzbekistán, Kirguistán y Afganistán.

## Deporte

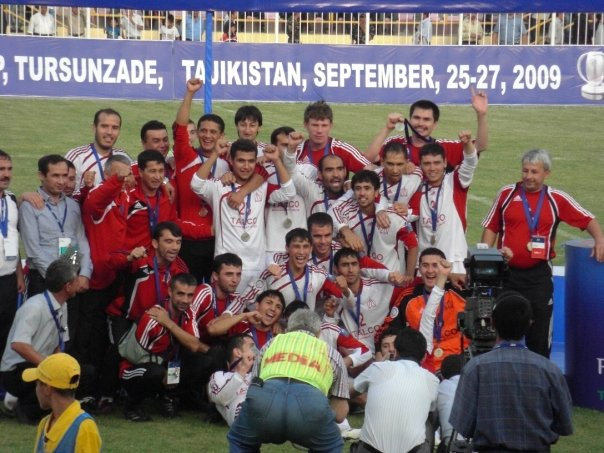
Equipo campeón de la Copa Desafío de la AFC en 2006.

La selección de fútbol de Tayikistán se creó tras la desaparición de la Unión Soviética, en 1992. Solo ha participado en los torneos clasificatorios de los mundiales desde Francia 1998, sin embargo, no se ha clasificado a ninguna Copa Mundial de Fútbol. Su participación internacional más destacada fue su victoria en la Copa Desafío de la AFC en 2006. Disputa los partidos de local en el estadio Pamir.
Otra participación relevante fue en los Juegos Olímpicos de Pekín 2008, cuando los atletas Yusup Abdusalomov y Rasul Boqiev ganaron respectivamente las medallas de plata y de bronce en las disciplinas de lucha libre y judo.